# Dakar-rally 2016

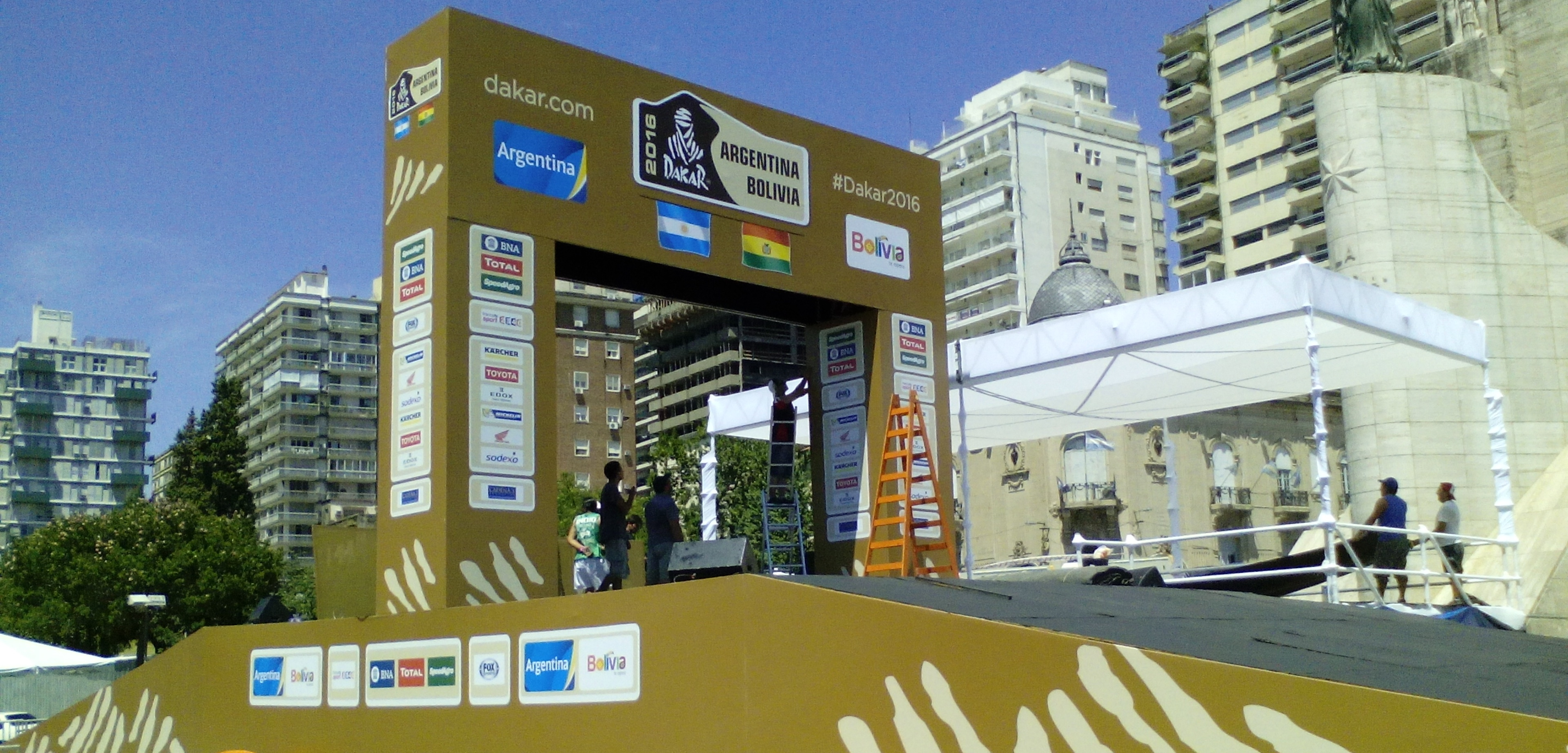
Podium in Rosario

De Dakar-rally 2016 is de 38e editie van de Dakar-rally, en de 8e in Zuid-Amerika. Deze editie werd de landen Argentinië en Bolivia aangedaan. De rally startte in het Argentijnse Buenos Aires, had een rustdag in Salta en finishte in Rosario.

## Parcours
Etappe 4 en 5 vormden samen een zogenaamde marathonetappe. Dit houdt in dat er in het tussenliggende bivouac in San Salvador de Jujuy geen servicewagens mochten komen, en dat de deelnemers dus eventuele schade aan de voertuigen zelf moesten verhelpen. Voor de motoren en quads was er ook een 2e marathonetappe, bestaande uit etappe 9 en 10. In deze editie waren er veel inkortingen door het slechte weer. In etappe 1, 2, 3 en 7 was er veel last van extreme regenval door El Niño, waar etappe 9 en 11 vooral lastig waren door een extreme hittegolf. Ook werd de proloog bij de trucks geneutraliseerd na een crash van de Chinese Guo Meiling.
Eerder was het niet eens de bedoeling om vanuit Buenos Aires te starten maar vanuit de Peruaanse hoofdstad Peru, maar uit angst voor El Niño zag Peru af van de deelname. Daardoor zijn alle etappes tot en met etappe 6 gewijzigd.
| Etappe | Datum      | Van                   | Naar                  | Special Stage                               | Verbinding                                  | Totale afstand                              |
| ------ | ---------- | --------------------- | --------------------- | ------------------------------------------- | ------------------------------------------- | ------------------------------------------- |
| P      | 2 januari  | Buenos Aires          | Rosario               | 11 km                                       | 346 km                                      | 357 km                                      |
| 1      | 3 januari  | Rosario               | Villa Carlos Paz      | 227 km(Motoren/Quads) 258 km(Auto's/Trucks) | 405 km(Motoren/Quads) 404 km(Auto's/Trucks) | 632 km(Motoren/Quads) 662 km(Auto's/Trucks) |
| 2      | 4 januari  | Villa Carlos Paz      | Termas de Río Hondo   | 450 km(Motoren/Quads) 521 km(Auto's/Trucks) | 336 km(Motoren/Quads) 337 km(Auto's/Trucks) | 786 km(Motoren/Quads) 858 km(Auto's/Trucks) |
| 3      | 5 januari  | Termas de Río Hondo   | San Salvador de Jujuy | 314 km                                      | 349 km                                      | 663 km                                      |
| 4      | 6 januari  | San Salvador de Jujuy | San Salvador de Jujuy | 429 km(Motoren/Quads/Auto's) 418 km(Trucks) | 200 km(Motoren/Quads/Auto's) 201 km(Trucks) | 629 km(Motoren/Quads/Auto's) 619 km(Trucks) |
| 5      | 7 januari  | San Salvador de Jujuy | Uyuni                 | 327 km                                      | 315 km                                      | 642 km                                      |
| 6      | 8 januari  | Uyuni                 | Uyuni                 | 542 km(Motoren/Quads/Auto's) 295 km(Trucks) | 181 km(Motoren/Quads/Auto's) 305 km(Trucks) | 723 km(Motoren/Quads/Auto's) 600 km(Trucks) |
| 7      | 9 januari  | Uyuni                 | Salta                 | 353 km                                      | 440 km                                      | 793 km                                      |
| -      | 10 januari | Rustdag in Salta      | Rustdag in Salta      | Rustdag in Salta                            | Rustdag in Salta                            | Rustdag in Salta                            |
| 8      | 11 januari | Salta                 | Belén                 | 393 km                                      | 373 km                                      | 766 km                                      |
| 9      | 12 januari | Belén                 | Belén                 | 285 km                                      | 151 km(Motoren/Quads) 111 km(Auto's/Trucks) | 436 km(Motoren/Quads) 396 km(Auto's/Trucks) |
| 10     | 13 januari | Belén                 | La Rioja              | 278 km                                      | 283 km(Motoren/Quads) 485 km(Auto's/Trucks) | 561 km(Motoren/Quads) 763 km(Auto's/Trucks) |
| 11     | 14 januari | La Rioja              | San Juan              | 431 km                                      | 281 km                                      | 712 km                                      |
| 12     | 15 januari | San Juan              | Villa Carlos Paz      | 481 km(Motoren/Quads/Auto's) 267 km(Trucks) | 450 km(Motoren/Quads/Auto's) 599 km(Trucks) | 931 km(Motoren/Quads/Auto's) 866 km(Trucks) |
| 13     | 16 januari | Villa Carlos Paz      | Rosario               | 180 km                                      | 519 km                                      | 699 km                                      |

### Afstanden
| Soort         | Afstand Motoren/Quads | Afstand Auto's | Afstand Trucks |
| ------------- | --------------------- | -------------- | -------------- |
| Verbinding    | 4629 km               | 4791 km        | 5065 km        |
| Special Stage | 4701 km               | 4803 km        | 4331 km        |
| Totaal        | 9330 km               | 9594 km        | 9396 km        |

## Deelnemers

### Aantal deelnemers
Onderstaande tabel laat zien hoeveel deelnemers er aan de start stonden, hoeveel er op de rustdag nog over waren, en hoeveel uiteindelijk de eindstreep haalden.
| Moment        | Motoren | Quads | Auto's | Trucks | Totaal |
| ------------- | ------- | ----- | ------ | ------ | ------ |
| Ingeschreven  | 143     | 46    | 110    | 55     | 354    |
| Aan de Start  | 133     | 43    | 110    | 52     | 338    |
| Na proloog    | 133     | 43    | 109    | 52     | 337    |
| Na etappe 1   | 133     | 43    | 109    | 52     | 337    |
| Na etappe 2   | 130     | 42    | 108    | 52     | 332    |
| Na etappe 3   | 129     | 42    | 104    | 51     | 326    |
| Na etappe 4   | 127     | 41    | 100    | 51     | 319    |
| Na etappe 5   | 121     | 36    | 98     | 49     | 304    |
| Na etappe 6   | 114     | 34    | 92     | 49     | 289    |
| Rustdag       | 109     | 34    | 90     | 48     | 281    |
| Na etappe 8   | 102     | 33    | 88     | 47     | 270    |
| Na etappe 9   | 97      | 32    | 81     | 47     | 257    |
| Na etappe 10  | 87      | 31    | 78     | 44     | 240    |
| Na etappe 11  | 84      | 24    | 69     | 43     | 220    |
| Na etappe 12  | 84      | 24    | 67     | 41     | 216    |
| Aan de Finish | 84      | 24    | 67     | 41     | 216    |

### Belangrijkste deelnemers

#### Motoren
| Constructeur | Nummer | Rijder              | Model                       | Team                                     |
| ------------ | ------ | ------------------- | --------------------------- | ---------------------------------------- |
| Honda        | 2      | Paulo Gonçalves     | Honda CRF 450 Rally         | HRC                                      |
| Honda        | 6      | Joan Barreda Bort   | Honda CRF 450 Rally         | HRC                                      |
| Honda        | 19     | Michael Metge       | Honda CRF 450 Rally         | HRC                                      |
| Honda        | 22     | Javier Pizzolito    | Honda CRF 450 Rally         | Honda South America Rally                |
| Honda        | 47     | Kevin Benavides     | Honda CRF 450 Rally         | Honda South America Rally                |
| Honda        | 48     | Ricky Brabec        | Honda CRF 450 Rally         | HRC                                      |
| KTM          | 3      | Toby Price          | KTM 450 Rally Replica       | KTM Red Bull Factory Team                |
| KTM          | 5      | Štefan Svitko       | KTM 450 Rally Replica       | Slovnaft                                 |
| KTM          | 9      | David Casteu        | KTM 450 Rally               | Casteu Adventure                         |
| KTM          | 10     | Olivier Pain        | KTM 450 Rally Replica       | Nomade Racing                            |
| KTM          | 11     | Jordi Viladoms      | KTM 450 Rally Replica       | KTM Red Bull Factory Team                |
| KTM          | 12     | Laia Sanz           | KTM 450 Rally Replica       | KTM Racing                               |
| KTM          | 14     | Matthias Walkner    | KTM 450 Rally Replica       | KTM Red Bull Factory Team                |
| KTM          | 23     | Gerard Farrés Güell | KTM 450 Rally               | Himoinsa Racing                          |
| KTM          | 49     | Antoine Méo         | KTM 450 Rally Replica       | KTM Red Bull Factory Team                |
| KTM          | 73     | Laurent Lazard      | KTM 450 Rally               | Moto by Elf                              |
| Husqvarna    | 4      | Pablo Quintanilla   | Husqvarna 450 Rally         | Husqvarna Racing                         |
| Husqvarna    | 8      | Ruben Faria         | Husqvarna 450 Rally Replica | Rockstar Energy Husqvarna Factory Racing |
| Yamaha       | 7      | Hélder Rodrigues    | Yamaha WRF 450              | Yamaha Rally Racing Yamalube             |
| Yamaha       | 15     | Frans Verhoeven     | Yamaha YZF 450 Rally        | Yamaha Verhoeven Nederland               |
| Yamaha       | 18     | Alessandro Botturi  | Yamaha WRF 450              | Yamaha Rally Racing Yamalube             |
| Yamaha       | 42     | Adrien van Beveren  | Yamaha WRF 450              | Yamaha Rally Racing Yamalube             |
| Sherco       | 17     | Juan Pedrero García | Sherco RTR 450              | Sherco TVS Rally Factory Team            |
| Sherco       | 20     | Alain Duclos        | Sherco RTR 455              | Sherco TVS Rally Factory Team            |

#### Quads
| Constructeur | Nummer | Rijder                      | Model               | Team                   |
| ------------ | ------ | --------------------------- | ------------------- | ---------------------- |
| Yamaha       | 250    | Rafał Krzysztof Sonik       | Yamaha Raptor 700   | Orlen                  |
| Yamaha       | 251    | Ignacio Nicolás Casale      | Yamaha Raptor 700   | X-Raid                 |
| Yamaha       | 252    | Marcos Patronelli           | Yamaha Raptor 700R  | Yamaha Racing          |
| Yamaha       | 253    | Alejandro Martín Patronelli | Yamaha Raptor 700R  | Yamaha Racing          |
| Yamaha       | 264    | Sergey Vasilyevich Karyakin | Yamaha Raptor 700R  | Airon Racing           |
| Honda        | 255    | Mohammed Abu-Issa           | Honda TRX 700       | Maxxis Dakar by SuperB |
| Honda        | 256    | Walter Nosiglia Jager       | Honda TRX 700XX     | Nosiglia MEC team      |
| Can-Am       | 258    | Daniel Mazzucco             | Can-Am Renegade 800 | Mazzucco Can-Am        |

#### Auto's
| Constructeur | Nummer | Rijder                                              | Model                 | Team                      |
| ------------ | ------ | --------------------------------------------------- | --------------------- | ------------------------- |
| Mini X-Raid  | 300    | Nasser Saleh Al-Attiyah Matthieu Baumel             | Mini All4 Racing      | Axion X-Raid              |
| Mini X-Raid  | 304    | Nani Roma Cararach Alex Haro Bravo                  | Mini All4 Racing      | Axion X-Raid              |
| Mini X-Raid  | 306    | Erik van Loon Wouter Rosegaar                       | Mini All4 Racing      | Van Loon Racing           |
| Mini X-Raid  | 310    | Orlando Terranova Bernardo Rolando Graue            | Mini All4 Racing      | Axion X-Raid              |
| Mini X-Raid  | 315    | Mikko Hirvonen Michel Périn                         | Mini All4 Racing      | Axion X-Raid              |
| Mini X-Raid  | 325    | Adam Henryk Małysz Xavier Panseri                   | Mini All4 Racing      | Orlen X-Raid              |
| Toyota       | 301    | Giniel De Villiers Dirk von Zitzewitz               | Toyota Hilux          | Toyota Gazoo South-Africa |
| Toyota       | 305    | Yazeed Al-Rajhi Timo Gottschalk                     | Toyota Hilux          | Toyota Gazoo South-Africa |
| Toyota       | 307    | Vladimir Vasilyev Konstantin Vladimirovich Zhiltsov | Toyota Hilux          | G-Energy Racing           |
| Toyota       | 311    | Bernhard ten Brinke Tom Colsoul                     | Toyota Hilux          | Toyota Overdrive          |
| Toyota       | 316    | Ronan Chabot Gilles Pillot                          | Toyota Hilux          | Toyota Overdrive          |
| Toyota       | 319    | Leeroy Poulter Robert Howie                         | Toyota Hilux          | Toyota Gazoo South-Africa |
| Peugeot      | 302    | Stéphane Peterhansel Jean-Paul Cottret              | Peugeot 2008 DKR      | Peugeot Total             |
| Peugeot      | 303    | Carlos Sainz Lucas Cruz Senra                       | Peugeot 2008 DKR      | Peugeot Total             |
| Peugeot      | 314    | Sébastien Loeb Daniel Elena                         | Peugeot 2008 DKR      | Peugeot Total             |
| Peugeot      | 321    | Cyril Despres David Castera                         | Peugeot 2008 DKR      | Peugeot Total             |
| Renault      | 308    | Christian Lavieille Jean-Michel Polato              | Renault Duster        | Renault Duster Team       |
| Renault      | 317    | Emiliano Spataro Benjamin Lozada                    | Renault Duster        | Renault Duster Team       |
| Mitsubishi   | 309    | Carlos Sousa Paulo Fiuza                            | Mitsubishi ASX Racing | Mitsubishi Petrobras      |
| Mitsubishi   | 318    | Guilherme Spinelli Youssef Haddad                   | Mitsubishi ASX Racing | Mitsubishi Petrobras      |
| Gordini      | 312    | Robby Gordon Kellon Walch                           | Gordini SV2           | Speed Energy Racing       |
| Gordini      | 337    | Sheldon Creed Jonah Street                          | Gordini SCI           | Speed Energy Racing       |
| Buggy        | 324    | Guerlain Chicherit Alexandre Winocq                 | Demon Jefferies Buggy | X-Raid                    |

#### Trucks
| Constructeur | Nummer | Rijder                                                                    | Model                   | Team                              |
| ------------ | ------ | ------------------------------------------------------------------------- | ----------------------- | --------------------------------- |
| Kamaz        | 500    | Ayrat Ilgizarovich Mardeev Aydar Belyaev Raisovich Dmitriy Svistunov      | Kamaz 4326-9            | Kamaz-Master                      |
| Kamaz        | 502    | Eduard Valentínovich Nikoláev Evgeny Yakovlev Vladimir Yuryevich Rybakov  | Kamaz 4326-9            | Kamaz-Master                      |
| Kamaz        | 504    | Andrei Olégovich Kargínov Andrey Viktorovich Mokeev Igor Ivanovich Leonov | Kamaz 4326-9            | Kamaz-Master                      |
| Iveco        | 501    | Gerard de Rooy Moisès Torrallardona Dariusz Rodewald                      | Iveco Powerstar Torpedo | De Rooy Petronas Iveco            |
| Iveco        | 503    | Aleš Loprais Ferran Marco Alcayna Bernard der Kinderen                    | Iveco Powerstar Torpedo | De Rooy Instaforex Petronas Iveco |
| Iveco        | 514    | Federico Villagra Jorge Pérez Companc Andrés Memi                         | Iveco Powerstar Torpedo | De Rooy La Gloriosa Iveco         |
| Tatra        | 505    | Martin Kolomý David Kilián René Kilián                                    | Tatra T815              | Tatra Buggyra Racing              |
| Tatra        | 515    | Artur Ardavichus Ignat Falkov Filip Škrobánek                             | Tatra T815 4×4          | Bonver Dakar Project              |
| MAN          | 506    | Hans Stacey Serge Bruynkens Jan van der Vaet                              | MAN TGA                 | Eurol-VEKA MAN Rally Team         |
| MAN          | 510    | Peter Versluis Marcel Pronk Artur Klein                                   | MAN TGS 480             | Eurol-VEKA MAN Rally Team         |
| Renault      | 509    | Martin van den Brink Richard Mouw Peter Willemsen                         | Renault K520            | Mammoet Rally                     |
| Hino         | 519    | Teruhito Sugawara Hiroyuki Sugiura                                        | Hino 500 Series         | Hino Team Suguwara                |
| Hino         | 528    | Yoshimasa Sugawara Mitsugu Takahashi                                      | Hino 500 Series         | Hino Team Suguwara                |
| GINAF        | 562    | Jan Lammers Emiel Megens Erik Kofman                                      | GINAF X2222 SP          | GINAF Rally Service               |

## Etappe 0: Buenos Aires-Rosario
| Motoren | Quads | Auto's | Trucks | Totaal |
| ------- | ----- | ------ | ------ | ------ |
| 0       | 0     | 1      | 0      | 1      |

De proloog, die ook wel wordt aangeduid als etappe 0, werd stilgelegd na de crash van Guo Meiling, waarbij een toeschouwer geraakt werd. De proloog werd bij de trucks volledig geneutraliseerd.

### Motoren
| Etappe | Etappe                      | Etappe | Etappe   |
| Pos.   | Coureur                     | Tijd   | Verschil |
| ------ | --------------------------- | ------ | -------- |
| 1      | Joan Barreda Bort Honda     | 6:27   | -        |
| 1      | Ruben Faria Husqvarna       | 6:27   | -        |
| 3      | Hélder Rodrigues Yamaha     | 6:30   | 0:03     |
| 4      | Adrien van Beveren Yamaha   | 6:31   | 0:04     |
| 5      | Michael Metge Honda         | 6:35   | 0:08     |
| 5      | Kevin Benavides Honda       | 6:35   | 0:08     |
| 7      | Gerard Farrés Güell KTM     | 6:36   | 0:09     |
| 8      | Pablo Quintanilla Husqvarna | 6:37   | 0:10     |
| 9      | Štefan Svitko KTM           | 6:38   | 0:11     |
| 10     | Jordi Viladoms KTM          | 6:40   | 0:13     |

| Klassement | Klassement                  | Klassement | Klassement |
| Pos.       | Coureur                     | Tijd       | Verschil   |
| ---------- | --------------------------- | ---------- | ---------- |
| 1          | Joan Barreda Bort Honda     | 6:27       | -          |
| 1          | Ruben Faria Husqvarna       | 6:27       | -          |
| 3          | Hélder Rodrigues Yamaha     | 6:30       | 0:03       |
| 4          | Adrien van Beveren Yamaha   | 6:31       | 0:04       |
| 5          | Michael Metge Honda         | 6:35       | 0:08       |
| 5          | Kevin Benavides Honda       | 6:35       | 0:08       |
| 7          | Gerard Farrés Güell KTM     | 6:36       | 0:09       |
| 8          | Pablo Quintanilla Husqvarna | 6:37       | 0:10       |
| 9          | Štefan Svitko KTM           | 6:38       | 0:11       |
| 10         | Jordi Viladoms KTM          | 6:40       | 0:13       |

### Quads
| Etappe | Etappe                             | Etappe | Etappe   |
| Pos.   | Coureur                            | Tijd   | Verschil |
| ------ | ---------------------------------- | ------ | -------- |
| 1      | Ignacio Nicolás Casale Yamaha      | 7:14   | -        |
| 2      | Marcos Patronelli Yamaha           | 7:19   | 0:05     |
| 3      | Pablo Sebastian Copetti Yamaha     | 7:21   | 0:07     |
| 4      | Alejandro Martín Patronelli Yamaha | 7:22   | 0:08     |
| 5      | Lucas Bonetto Honda                | 7:24   | 0:10     |
| 6      | Daniel Domaszewski Honda           | 7:25   | 0:11     |
| 6      | Brian Baragwanath Yamaha           | 7:25   | 0:11     |
| 8      | Marcelo Medeiros Yamaha            | 7:26   | 0:12     |
| 9      | Daniel Mazzucco Can-Am             | 7:31   | 0:17     |
| 9      | Kees Koolen Honda                  | 7:31   | 0:17     |

| Klassement | Klassement                         | Klassement | Klassement |
| Pos.       | Coureur                            | Tijd       | Verschil   |
| ---------- | ---------------------------------- | ---------- | ---------- |
| 1          | Ignacio Nicolás Casale Yamaha      | 7:14       | -          |
| 2          | Marcos Patronelli Yamaha           | 7:19       | 0:05       |
| 3          | Pablo Sebastian Copetti Yamaha     | 7:21       | 0:07       |
| 4          | Alejandro Martín Patronelli Yamaha | 7:22       | 0:08       |
| 5          | Lucas Bonetto Honda                | 7:24       | 0:10       |
| 6          | Daniel Domaszewski Honda           | 7:25       | 0:11       |
| 6          | Brian Baragwanath Yamaha           | 7:25       | 0:11       |
| 8          | Marcelo Medeiros Yamaha            | 7:26       | 0:12       |
| 9          | Daniel Mazzucco Can-Am             | 7:31       | 0:17       |
| 9          | Kees Koolen Honda                  | 7:31       | 0:17       |

### Auto's
| Etappe | Etappe                       | Etappe | Etappe   |
| Pos.   | Coureur                      | Tijd   | Verschil |
| ------ | ---------------------------- | ------ | -------- |
| 1      | Bernhard ten Brinke Toyota   | 6:08   | -        |
| 2      | Carlos Sainz Peugeot         | 6:11   | 0:03     |
| 3      | Xavier Pons Ford             | 6:12   | 0:04     |
| 4      | Nasser Saleh Al-Attiyah Mini | 6:13   | 0:05     |
| 4      | Marek Dąbrowski Toyota       | 6:13   | 0:05     |
| 6      | Nani Roma Cararach Mini      | 6:15   | 0:07     |
| 6      | Mikko Hirvonen Mini          | 6:15   | 0:07     |
| 8      | Giniel De Villiers Toyota    | 6:17   | 0:09     |
| 8      | Stéphane Peterhansel Peugeot | 6:17   | 0:09     |
| 8      | Sébastien Loeb Peugeot       | 6:17   | 0:09     |

| Klassement | Klassement                   | Klassement | Klassement |
| Pos.       | Coureur                      | Tijd       | Verschil   |
| ---------- | ---------------------------- | ---------- | ---------- |
| 1          | Bernhard ten Brinke Toyota   | 6:08       | -          |
| 2          | Carlos Sainz Peugeot         | 6:11       | 0:03       |
| 3          | Xavier Pons Ford             | 6:12       | 0:04       |
| 4          | Nasser Saleh Al-Attiyah Mini | 6:13       | 0:05       |
| 4          | Marek Dąbrowski Toyota       | 6:13       | 0:05       |
| 6          | Nani Roma Cararach Mini      | 6:15       | 0:07       |
| 6          | Mikko Hirvonen Mini          | 6:15       | 0:07       |
| 8          | Giniel De Villiers Toyota    | 6:17       | 0:09       |
| 8          | Stéphane Peterhansel Peugeot | 6:17       | 0:09       |
| 8          | Sébastien Loeb Peugeot       | 6:17       | 0:09       |

## Etappe 1: Rosario-Villa Carlos Paz
| Motoren | Quads | Auto's | Trucks | Totaal |
| ------- | ----- | ------ | ------ | ------ |
| 0       | 0     | 0      | 0      | 0      |

Door een hevige onweersbui en laaghangende nevel, konden de helikopters van de organisatie niet opstijgen. Daarop werd uit veiligheidsoverwegingen besloten de etappe af te gelasten.

## Etappe 2: Villa Carlos Paz-Termas de Río Hondo
| Motoren | Quads | Auto's | Trucks | Totaal |
| ------- | ----- | ------ | ------ | ------ |
| 3       | 1     | 1      | 0      | 5      |

Na de volledige lange etappe is er echt begonnen aan de Dakar. Toby Price en Ruben Faria gingen meteen een strijd aan om de snelste van de dag en ook een vroege leiding in het klassement. Toby Price was iets sneller. Ruben Faria kreeg 1 minuut straftijd maar behield zijn 2e plaats. Bij de quads was Ignacio Nicolás Casale de snelste en vergrootte voorsprong in het klassement. Bij de auto's was het Sébastien Loeb die zijn klasse toonde. Zijn ervaringen uit het WRC kampioenschap kwamen hem goed van pas. Bij de trucks was net als in 2015 Hans Stacey de snelste bij de trucks, maar verloor door een tijdstraf van 2 minuten de etappeoverwinning. Die ging naar teamgenoot Peter Versluis.

### Motoren
| Etappe | Etappe                      | Etappe  | Etappe   |
| Pos.   | Coureur                     | Tijd    | Verschil |
| ------ | --------------------------- | ------- | -------- |
| 1      | Toby Price KTM              | 3:46:24 | -        |
| 2      | Ruben Faria Husqvarna       | 3:47:44 | 1:20     |
| 3      | Alain Duclos Sherco         | 3:48:15 | 1:51     |
| 4      | Matthias Walkner KTM        | 3:48:24 | 2:00     |
| 5      | Štefan Svitko KTM           | 3:48:52 | 2:28     |
| 6      | Paulo Gonçalves Honda       | 3:49:02 | 2:38     |
| 7      | Joan Barreda Bort Honda     | 3:49:46 | 3:22     |
| 8      | Kevin Benavides Honda       | 3:50:00 | 3:36     |
| 9      | Juan Pedrero García Sherco  | 3:50:49 | 4:25     |
| 10     | Pablo Quintanilla Husqvarna | 3:50:56 | 4:32     |

| Klassement | Klassement                  | Klassement | Klassement |
| Pos.       | Coureur                     | Tijd       | Verschil   |
| ---------- | --------------------------- | ---------- | ---------- |
| 1 15       | Toby Price KTM              | 3:53:09    | -          |
| 2 1        | Ruben Faria Husqvarna       | 3:54:11    | 1:02       |
| 3 16       | Alain Duclos Sherco         | 3:55:02    | 1:53       |
| 4 11       | Matthias Walkner KTM        | 3:55:08    | 1:59       |
| 5 4        | Štefan Svitko KTM           | 3:55:30    | 2:21       |
| 6 5        | Joan Barreda Bort Honda     | 3:56:13    | 3:04       |
| 7 42       | Paulo Gonçalves Honda       | 3:56:29    | 3:20       |
| 8 3        | Kevin Benavides Honda       | 3:56:35    | 3:26       |
| 9 1        | Pablo Quintanilla Husqvarna | 3:57:33    | 4:24       |
| 10 14      | Juan Pedrero García Sherco  | 3:57:39    | 4:30       |

### Quads
| Etappe | Etappe                             | Etappe  | Etappe   |
| Pos.   | Coureur                            | Tijd    | Verschil |
| ------ | ---------------------------------- | ------- | -------- |
| 1      | Ignacio Nicolás Casale Yamaha      | 4:10:47 | -        |
| 2      | Brian Baragwanath Yamaha           | 4:14:36 | 3:49     |
| 3      | Marcelo Medeiros Yamaha            | 4:14:58 | 4:11     |
| 4      | Alejandro Martín Patronelli Yamaha | 4:15:45 | 4:58     |
| 5      | Jeremías González Ferioli Yamaha   | 4:18:04 | 7:17     |
| 6      | Rafał Krzysztof Sonik Yamaha       | 4:18:22 | 7:35     |
| 7      | Marcos Patronelli Yamaha           | 4:19:19 | 8:32     |
| 8      | Giuliano Horacio Giordana Yamaha   | 4:20:05 | 9:18     |
| 9      | Alexis Hernández Yamaha            | 4:20:39 | 9:52     |
| 10     | Pablo Sebastian Copetti Yamaha     | 4:21:02 | 10:15    |

| Klassement | Klassement                         | Klassement | Klassement |
| Pos.       | Coureur                            | Tijd       | Verschil   |
| ---------- | ---------------------------------- | ---------- | ---------- |
| 1          | Ignacio Nicolás Casale Yamaha      | 4:18:01    | -          |
| 2 4        | Brian Baragwanath Yamaha           | 4:22:01    | 4:00       |
| 3 5        | Marcelo Medeiros Yamaha            | 4:22:24    | 4:23       |
| 4          | Alejandro Martín Patronelli Yamaha | 4:23:07    | 5:06       |
| 5 7        | Jeremías González Ferioli Yamaha   | 4:25:39    | 7:38       |
| 6 8        | Rafał Krzysztof Sonik Yamaha       | 4:25:59    | 7:58       |
| 7 5        | Marcos Patronelli Yamaha           | 4:26:38    | 8:37       |
| 8 9        | Giuliano Horacio Giordana Yamaha   | 4:27:47    | 9:46       |
| 9 2        | Alexis Hernández Yamaha            | 4:28:11    | 10:10      |
| 10 7       | Pablo Sebastian Copetti Yamaha     | 4:28:23    | 10:22      |

### Auto's
| Etappe | Etappe                       | Etappe  | Etappe   |
| Pos.   | Coureur                      | Tijd    | Verschil |
| ------ | ---------------------------- | ------- | -------- |
| 1      | Sébastien Loeb Peugeot       | 3:45:46 | -        |
| 2      | Stéphane Peterhansel Peugeot | 3:48:09 | 2:23     |
| 3      | Giniel De Villiers Toyota    | 3:48:47 | 3:01     |
| 4      | Mikko Hirvonen Mini          | 3:48:51 | 3:05     |
| 5      | Leeroy Poulter Toyota        | 3:49:06 | 3:20     |
| 6      | Vladimir Vasilyev Toyota     | 3:49:24 | 3:38     |
| 7      | Cyril Despres Peugeot        | 3:50:46 | 5:00     |
| 8      | Bernhard ten Brinke Toyota   | 3:50:48 | 5:02     |
| 9      | Nasser Saleh Al-Attiyah Mini | 3:51:04 | 5:18     |
| 10     | Martin Prokop Toyota         | 3:51:11 | 5:25     |

| Klassement | Klassement                   | Klassement | Klassement |
| Pos.       | Coureur                      | Tijd       | Verschil   |
| ---------- | ---------------------------- | ---------- | ---------- |
| 1 7        | Sébastien Loeb Peugeot       | 3:52:03    | -          |
| 2 6        | Stéphane Peterhansel Peugeot | 3:54:26    | 2:23       |
| 3 5        | Giniel De Villiers Toyota    | 3:55:04    | 3:01       |
| 4 2        | Mikko Hirvonen Mini          | 3:55:06    | 3:03       |
| 5 19       | Leeroy Poulter Toyota        | 3:55:43    | 3:40       |
| 6 7        | Vladimir Vasilyev Toyota     | 3:55:45    | 3:42       |
| 7 6        | Bernhard ten Brinke Toyota   | 3:56:56    | 4:53       |
| 8          | Cyril Despres Peugeot        | 3:57:03    | 5:00       |
| 9 5        | Nasser Saleh Al-Attiyah Mini | 3:57:17    | 5:14       |
| 10 3       | Martin Prokop Toyota         | 3:57:32    | 5:29       |

### Trucks
| Etappe | Etappe                              | Etappe  | Etappe   |
| Pos.   | Coureur                             | Tijd    | Verschil |
| ------ | ----------------------------------- | ------- | -------- |
| 1      | Peter Versluis MAN                  | 4:19:06 | -        |
| 2      | Hans Stacey MAN                     | 4:20:18 | 1:12     |
| 3      | Federico Villagra Iveco             | 4:21:02 | 1:56     |
| 4      | Gerard de Rooy Iveco                | 4:22:09 | 3:03     |
| 5      | Aleš Loprais Iveco                  | 4:22:24 | 3:18     |
| 6      | Ayrat Ilgizarovich Mardeev Kamaz    | 4:22:43 | 3:37     |
| 7      | Eduard Valentínovich Nikoláev Kamaz | 4:23:26 | 4:20     |
| 8      | Ton van Genugten Iveco              | 4:25:58 | 6:52     |
| 9      | Pascal de Baar Renault              | 4:26:52 | 7:46     |
| 10     | Andrei Olégovich Kargínov Kamaz     | 4:27:03 | 7:57     |

| Klassement | Klassement                          | Klassement | Klassement |
| Pos.       | Coureur                             | Tijd       | Verschil   |
| ---------- | ----------------------------------- | ---------- | ---------- |
| 1          | Peter Versluis MAN                  | 4:19:06    | -          |
| 2          | Hans Stacey MAN                     | 4:20:18    | 1:12       |
| 3          | Federico Villagra Iveco             | 4:21:02    | 1:56       |
| 4          | Gerard de Rooy Iveco                | 4:22:09    | 3:03       |
| 5          | Aleš Loprais Iveco                  | 4:22:24    | 3:18       |
| 6          | Ayrat Ilgizarovich Mardeev Kamaz    | 4:22:43    | 3:37       |
| 7          | Eduard Valentínovich Nikoláev Kamaz | 4:23:26    | 4:20       |
| 8          | Ton van Genugten Iveco              | 4:25:58    | 6:52       |
| 9          | Pascal de Baar Renault              | 4:26:52    | 7:46       |
| 10         | Andrei Olégovich Kargínov Kamaz     | 4:27:03    | 7:57       |

## Etappe 3: Termas de Río Hondo-San Salvador de Jujuy
| Motoren | Quads | Auto's | Trucks | Totaal |
| ------- | ----- | ------ | ------ | ------ |
| 1       | 0     | 4      | 1      | 6      |

Winnaar van de voorgaande etappe Toby Price had het lastig en verloor wat tijd. Joan Barreda Bort leek toe te slaan maar kreeg een tijdstraf van 1 minuut, waardoor Kevin Benavides de snelste werd. Bij de quads was de strijd tussen Ignacio Nicolás Casale en Brian Baragwanath. Ze eindigden binnen enkele secondes van elkaar. Bij de auto's had Sébastien Loeb geen moeite met het feit dat hij de etappe moest openen. De snelle etappe werd door Sébastien Loeb zonder fouten gereden en werd opnieuw de snelste coureur. Bij de trucks was Martin Kolomý met de Tatra de snelste, Hans Stacey werd de leider in het klassement.

### Motoren
| Etappe | Etappe                      | Etappe  | Etappe   |
| Pos.   | Coureur                     | Tijd    | Verschil |
| ------ | --------------------------- | ------- | -------- |
| 1      | Kevin Benavides Honda       | 2:31:03 | -        |
| 2      | Paulo Gonçalves Honda       | 2:31:29 | 0:26     |
| 3      | Antoine Méo KTM             | 2:31:30 | 0:27     |
| 4      | Štefan Svitko KTM           | 2:31:34 | 0:31     |
| 5      | Joan Barreda Bort Honda     | 2:31:37 | 0:34     |
| 6      | Adrien van Beveren Yamaha   | 2:32:39 | 1:36     |
| 7      | Gerard Farrés Güell KTM     | 2:32:49 | 1:46     |
| 8      | Pablo Quintanilla Husqvarna | 2:32:55 | 1:52     |
| 9      | Alain Duclos Sherco         | 2:32:58 | 1:55     |
| 10     | Matthias Walkner KTM        | 2:33:29 | 2:26     |

| Klassement | Klassement                  | Klassement | Klassement |
| Pos.       | Coureur                     | Tijd       | Verschil   |
| ---------- | --------------------------- | ---------- | ---------- |
| 1 4        | Štefan Svitko KTM           | 6:27:04    | -          |
| 2 6        | Kevin Benavides Honda       | 6:27:38    | 0:34       |
| 3 3        | Joan Barreda Bort Honda     | 6:27:50    | 0:46       |
| 4 3        | Paulo Gonçalves Honda       | 6:27:58    | 0:54       |
| 5 2        | Alain Duclos Sherco         | 6:28:00    | 0:56       |
| 6 2        | Matthias Walkner KTM        | 6:28:37    | 1:33       |
| 7 2        | Pablo Quintanilla Husqvarna | 6:30:28    | 3:24       |
| 8 6        | Ruben Faria Husqvarna       | 6:30:47    | 3:43       |
| 9 8        | Toby Price KTM              | 6:31:53    | 4:49       |
| 10         | Juan Pedrero García Sherco  | 6:33:23    | 6:19       |

### Quads
| Etappe | Etappe                                 | Etappe  | Etappe   |
| Pos.   | Coureur                                | Tijd    | Verschil |
| ------ | -------------------------------------- | ------- | -------- |
| 1      | Brian Baragwanath Yamaha               | 2:42:35 | -        |
| 2      | Ignacio Nicolás Casale Yamaha          | 2:43:39 | 1:04     |
| 3      | Lucas Bonetto Honda                    | 2:47:12 | 4:37     |
| 4      | Marcelo Medeiros Yamaha                | 2:47:14 | 4:39     |
| 4      | Rafał Krzysztof Sonik Yamaha           | 2:47:14 | 4:39     |
| 6      | Jeremías González Ferioli Yamaha       | 2:47:59 | 5:24     |
| 7      | Sergey Vasilyevich Karyakin Yamaha     | 2:48:16 | 5:41     |
| 8      | Mohammed Abu-Issa Honda                | 2:48:27 | 5:52     |
| 9      | Nelson Augusto Sanabria Galeano Yamaha | 2:48:45 | 6:10     |
| 10     | Alejandro Martín Patronelli Yamaha     | 2:49:01 | 6:26     |

| Klassement | Klassement                         | Klassement | Klassement |
| Pos.       | Coureur                            | Tijd       | Verschil   |
| ---------- | ---------------------------------- | ---------- | ---------- |
| 1          | Ignacio Nicolás Casale Yamaha      | 7:01:40    | -          |
| 2          | Brian Baragwanath Yamaha           | 7:04:36    | 2:56       |
| 3          | Marcelo Medeiros Yamaha            | 7:09:38    | 7:58       |
| 4          | Alejandro Martín Patronelli Yamaha | 7:12:08    | 10:28      |
| 5 1        | Rafał Krzysztof Sonik Yamaha       | 7:13:13    | 11:33      |
| 6 1        | Jeremías González Ferioli Yamaha   | 7:13:38    | 11:58      |
| 7 2        | Alexis Hernández Yamaha            | 7:17:34    | 15:54      |
| 8          | Giuliano Horacio Giordana Yamaha   | 7:17:55    | 16:15      |
| 9 3        | Mohammed Abu-Issa Honda            | 7:19:38    | 17:58      |
| 10 3       | Marcos Patronelli Yamaha           | 7:19:55    | 18:15      |

### Auto's
| Etappe | Etappe                       | Etappe  | Etappe   |
| Pos.   | Coureur                      | Tijd    | Verschil |
| ------ | ---------------------------- | ------- | -------- |
| 1      | Sébastien Loeb Peugeot       | 2:09:39 | -        |
| 2      | Nasser Saleh Al-Attiyah Mini | 2:11:04 | 1:25     |
| 3      | Giniel De Villiers Toyota    | 2:11:41 | 2:02     |
| 4      | Carlos Sainz Peugeot         | 2:12:02 | 2:23     |
| 5      | Mikko Hirvonen Mini          | 2:12:28 | 2:49     |
| 6      | Stéphane Peterhansel Peugeot | 2:12:31 | 2:52     |
| 7      | Leeroy Poulter Toyota        | 2:12:42 | 3:03     |
| 8      | Bernhard ten Brinke Toyota   | 2:13:28 | 3:49     |
| 9      | Yazeed Al-Rajhi Toyota       | 2:14:33 | 4:54     |
| 10     | Cyril Despres Peugeot        | 2:15:26 | 5:47     |

| Klassement | Klassement                   | Klassement | Klassement |
| Pos.       | Coureur                      | Tijd       | Verschil   |
| ---------- | ---------------------------- | ---------- | ---------- |
| 1          | Sébastien Loeb Peugeot       | 6:01:42    | -          |
| 2 1        | Giniel De Villiers Toyota    | 6:06:45    | 5:03       |
| 3 1        | Stéphane Peterhansel Peugeot | 6:06:57    | 5:15       |
| 4          | Mikko Hirvonen Mini          | 6:07:34    | 5:52       |
| 5 4        | Nasser Saleh Al-Attiyah Mini | 6:08:21    | 6:39       |
| 6 1        | Leeroy Poulter Toyota        | 6:08:25    | 6:43       |
| 7          | Bernhard ten Brinke Toyota   | 6:10:24    | 8:42       |
| 8 2        | Vladimir Vasilyev Toyota     | 6:11:37    | 9:55       |
| 9 1        | Cyril Despres Peugeot        | 6:12:29    | 10:47      |
| 10 3       | Carlos Sainz Peugeot         | 6:15:02    | 13:20      |

### Trucks
| Etappe | Etappe                           | Etappe  | Etappe   |
| Pos.   | Coureur                          | Tijd    | Verschil |
| ------ | -------------------------------- | ------- | -------- |
| 1      | Martin Kolomý Tatra              | 1:42:40 | -        |
| 2      | Hans Stacey MAN                  | 1:42:57 | 0:17     |
| 3      | Federico Villagra Iveco          | 1:43:34 | 0:54     |
| 4      | Peter Versluis MAN               | 1:44:35 | 1:55     |
| 5      | Ayrat Ilgizarovich Mardeev Kamaz | 1:45:26 | 2:46     |
| 6      | Ton van Genugten Iveco           | 1:45:44 | 3:04     |
| 7      | Siarhei Viazovich MAZ            | 1:46:15 | 3:35     |
| 8      | Gerard de Rooy Iveco             | 1:47:08 | 4:28     |
| 9      | Martin Macík Jr. Liaz            | 1:48:38 | 5:58     |
| 10     | Aleš Loprais Iveco               | 1:51:32 | 8:52     |

| Klassement | Klassement                          | Klassement | Klassement |
| Pos.       | Coureur                             | Tijd       | Verschil   |
| ---------- | ----------------------------------- | ---------- | ---------- |
| 1 1        | Hans Stacey MAN                     | 6:03:15    | -          |
| 2 1        | Peter Versluis MAN                  | 6:03:41    | 0:26       |
| 3          | Federico Villagra Iveco             | 6:04:36    | 1:21       |
| 4 2        | Ayrat Ilgizarovich Mardeev Kamaz    | 6:08:09    | 4:54       |
| 5 1        | Gerard de Rooy Iveco                | 6:09:17    | 6:02       |
| 6 2        | Ton van Genugten Iveco              | 6:11:42    | 8:27       |
| 7 5        | Martin Kolomý Tatra                 | 6:13:37    | 10:22      |
| 8 3        | Aleš Loprais Iveco                  | 6:13:56    | 10:41      |
| 9 2        | Eduard Valentínovich Nikoláev Kamaz | 6:18:42    | 15:27      |
| 10 1       | Pascal de Baar Renault              | 6:19:09    | 15:54      |

## Etappe 4: San Salvador de Jujuy-San Salvador de Jujuy
| Motoren | Quads | Auto's | Trucks | Totaal |
| ------- | ----- | ------ | ------ | ------ |
| 2       | 1     | 4      | 0      | 7      |

Dit 1e gedeelte van de marathonetappe reed op hoog terrein. Met pieken van 3500 meter boven zeeniveau op de top. Paulo Gonçalves won de etappe, vlak voor Joan Barreda Bort. Joan kreeg echter opnieuw een tijdstraf voor te snel rijden in een geneutraliseerde zone. Hierdoor kon Paulo Gonçalves de leiding overnemen in het klassement. Bij de auto's bleven de Peugeot auto's domineren: Stéphane Peterhansel won de etappe voor teamgenoot Carlos Sainz. Ook Sébastien Loeb (3e) en Cyril Despres (5e) deden het goed met de Franse auto's.

### Motoren
| Etappe | Etappe                      | Etappe  | Etappe   |
| Pos.   | Coureur                     | Tijd    | Verschil |
| ------ | --------------------------- | ------- | -------- |
| 1      | Paulo Gonçalves Honda       | 3:49:29 | -        |
| 2      | Kevin Benavides Honda       | 3:54:15 | 4:46     |
| 3      | Ruben Faria Husqvarna       | 3:54:55 | 5:26     |
| 4      | Joan Barreda Bort Honda     | 3:55:03 | 5:34     |
| 5      | Antoine Méo KTM             | 3:56:13 | 6:44     |
| 6      | Toby Price KTM              | 3:56:17 | 6:48     |
| 7      | Ricky Brabec Honda          | 3:57:14 | 7:45     |
| 8      | Gerard Farrés Güell KTM     | 3:57:27 | 7:58     |
| 9      | Pablo Quintanilla Husqvarna | 3:57:34 | 8:05     |
| 10     | Michael Metge Honda         | 3:57:45 | 8:16     |

| Klassement | Klassement                  | Klassement | Klassement |
| Pos.       | Coureur                     | Tijd       | Verschil   |
| ---------- | --------------------------- | ---------- | ---------- |
| 1 3        | Paulo Gonçalves Honda       | 10:17:27   | -          |
| 2          | Kevin Benavides Honda       | 10:21:53   | 4:26       |
| 3          | Joan Barreda Bort Honda     | 10:22:53   | 5:26       |
| 4 3        | Štefan Svitko KTM           | 10:25:35   | 8:08       |
| 5 3        | Ruben Faria Husqvarna       | 10:25:42   | 8:15       |
| 6          | Matthias Walkner KTM        | 10:26:40   | 9:13       |
| 7          | Pablo Quintanilla Husqvarna | 10:28:02   | 10:35      |
| 8 1        | Toby Price KTM              | 10:28:10   | 10:43      |
| 9 3        | Antoine Méo KTM             | 10:30:51   | 13:24      |
| 10 5       | Alain Duclos Sherco         | 10:31:28   | 14:01      |

### Quads
| Etappe | Etappe                             | Etappe  | Etappe   |
| Pos.   | Coureur                            | Tijd    | Verschil |
| ------ | ---------------------------------- | ------- | -------- |
| 1      | Juan Carlos Carignani Yamaha       | 4:40:19 | -        |
| 2      | Sergey Vasilyevich Karyakin Yamaha | 4:40:29 | 0:10     |
| 3      | Enrique Umbert Okumura Yamaha      | 4:44:21 | 4:02     |
| 4      | Pablo Sebastian Copetti Yamaha     | 4:49:22 | 9:03     |
| 5      | Lucas Zaffi Can-Am                 | 4:49:36 | 9:17     |
| 6      | Alexis Hernández Yamaha            | 4:53:23 | 13:04    |
| 7      | Marcos Patronelli Yamaha           | 4:53:27 | 13:08    |
| 8      | Ignacio Nicolás Casale Yamaha      | 4:54:01 | 13:42    |
| 9      | Marcelo Medeiros Yamaha            | 4:57:20 | 17:01    |
| 10     | Mohammed Abu-Issa Honda            | 4:57:40 | 17:21    |

| Klassement | Klassement                         | Klassement | Klassement |
| Pos.       | Coureur                            | Tijd       | Verschil   |
| ---------- | ---------------------------------- | ---------- | ---------- |
| 1          | Ignacio Nicolás Casale Yamaha      | 11:55:41   | -          |
| 2 11       | Sergey Vasilyevich Karyakin Yamaha | 12:03:12   | 7:31       |
| 3          | Marcelo Medeiros Yamaha            | 12:06:58   | 11:17      |
| 4          | Alejandro Martín Patronelli Yamaha | 12:09:49   | 14:08      |
| 5 2        | Alexis Hernández Yamaha            | 12:10:57   | 15:16      |
| 6 12       | Enrique Umbert Okumura Yamaha      | 12:12:29   | 16:48      |
| 7 3        | Marcos Patronelli Yamaha           | 12:13:22   | 17:41      |
| 8 7        | Pablo Sebastian Copetti Yamaha     | 12:15:01   | 19:20      |
| 9 3        | Jeremías González Ferioli Yamaha   | 12:15:24   | 19:43      |
| 10 5       | Rafał Krzysztof Sonik Yamaha       | 12:15:48   | 20:07      |

### Auto's
| Etappe | Etappe                       | Etappe  | Etappe   |
| Pos.   | Coureur                      | Tijd    | Verschil |
| ------ | ---------------------------- | ------- | -------- |
| 1      | Stéphane Peterhansel Peugeot | 3:42:42 | -        |
| 2      | Carlos Sainz Peugeot         | 3:42:53 | 0:11     |
| 3      | Sébastien Loeb Peugeot       | 3:43:09 | 0:27     |
| 4      | Nasser Saleh Al-Attiyah Mini | 3:47:39 | 4:57     |
| 5      | Cyril Despres Peugeot        | 3:48:26 | 5:44     |
| 6      | Yazeed Al-Rajhi Toyota       | 3:48:41 | 5:59     |
| 7      | Leeroy Poulter Toyota        | 3:48:57 | 6:15     |
| 8      | Nani Roma Cararach Mini      | 3:49:52 | 7:10     |
| 9      | Orlando Terranova Mini       | 3:50:25 | 7:43     |
| 10     | Robby Gordon Gordini         | 3:51:16 | 8:34     |

| Klassement | Klassement                   | Klassement | Klassement |
| Pos.       | Coureur                      | Tijd       | Verschil   |
| ---------- | ---------------------------- | ---------- | ---------- |
| 1          | Sébastien Loeb Peugeot       | 9:44:51    | -          |
| 2 1        | Stéphane Peterhansel Peugeot | 9:49:39    | 4:48       |
| 3 2        | Nasser Saleh Al-Attiyah Mini | 9:56:00    | 11:09      |
| 4 2        | Leeroy Poulter Toyota        | 9:57:22    | 12:31      |
| 5 5        | Carlos Sainz Peugeot         | 9:57:55    | 13:04      |
| 6 4        | Giniel De Villiers Toyota    | 9:58:10    | 13:19      |
| 7 3        | Mikko Hirvonen Mini          | 10:00:33   | 15:42      |
| 8 1        | Cyril Despres Peugeot        | 10:00:55   | 16:04      |
| 9 2        | Bernhard ten Brinke Toyota   | 10:04:16   | 19:25      |
| 10 2       | Vladimir Vasilyev Toyota     | 10:04:59   | 20:08      |

### Trucks
| Etappe | Etappe                              | Etappe  | Etappe   |
| Pos.   | Coureur                             | Tijd    | Verschil |
| ------ | ----------------------------------- | ------- | -------- |
| 1      | Gerard de Rooy Iveco                | 3:58:16 | -        |
| 2      | Peter Versluis MAN                  | 3:58:53 | 0:37     |
| 3      | Hans Stacey MAN                     | 3:59:34 | 1:18     |
| 4      | Federico Villagra Iveco             | 4:00:02 | 1:46     |
| 5      | Eduard Valentínovich Nikoláev Kamaz | 4:01:48 | 3:32     |
| 6      | Siarhei Viazovich MAZ               | 4:02:10 | 3:54     |
| 7      | Martin Kolomý Tatra                 | 4:02:37 | 4:21     |
| 8      | Aleš Loprais Iveco                  | 4:03:42 | 5:26     |
| 9      | Ayrat Ilgizarovich Mardeev Kamaz    | 4:03:52 | 5:36     |
| 10     | Ton van Genugten Iveco              | 4:04:24 | 6:08     |

| Klassement | Klassement                          | Klassement | Klassement |
| Pos.       | Coureur                             | Tijd       | Verschil   |
| ---------- | ----------------------------------- | ---------- | ---------- |
| 1 1        | Peter Versluis MAN                  | 10:02:34   | -          |
| 2 1        | Hans Stacey MAN                     | 10:02:49   | 0:15       |
| 3          | Federico Villagra Iveco             | 10:04:38   | 2:04       |
| 4 1        | Gerard de Rooy Iveco                | 10:07:33   | 4:59       |
| 5 1        | Ayrat Ilgizarovich Mardeev Kamaz    | 10:12:01   | 9:27       |
| 6          | Ton van Genugten Iveco              | 10:16:06   | 13:32      |
| 7          | Martin Kolomý Tatra                 | 10:16:14   | 13:40      |
| 8          | Aleš Loprais Iveco                  | 10:17:38   | 15:04      |
| 9          | Eduard Valentínovich Nikoláev Kamaz | 10:20:30   | 17:56      |
| 10 1       | Siarhei Viazovich MAZ               | 10:25:02   | 22:28      |

## Etappe 5: San Salvador de Jujuy-Uyuni
| Motoren | Quads | Auto's | Trucks | Totaal |
| ------- | ----- | ------ | ------ | ------ |
| 6       | 5     | 2      | 2      | 15     |

Na een paar mindere dagen toonde Toby Price weer zijn snelheid met een etappeoverwinning. Antoine Méo werd 2e, en toonde zich snel aan te kunnen passen aan de Dakar rally rijden. Bij de quads vielen een aantal rijders weg door pech en mechanische problemen, zo ook Marcelo Medeiros. Alexis Hernández zette de snelste tijd neer. Bij de auto's was Sébastien Loeb opnieuw de snelste, te danken aan de goede navigatie van Daniel Elena. Opnieuw waren de andere Peugeot rijders ook snel. Bij de trucks was dit keer een Kamaz het snelste, Eduard Valentínovich Nikoláev zette de beste tijd van de dag neer. Het was echter Federico Villagra die de leiding in het klassement pakte.

### Motoren
| Etappe | Etappe                      | Etappe  | Etappe   |
| Pos.   | Coureur                     | Tijd    | Verschil |
| ------ | --------------------------- | ------- | -------- |
| 1      | Toby Price KTM              | 4:03:44 | -        |
| 2      | Štefan Svitko KTM           | 4:06:17 | 2:33     |
| 3      | Matthias Walkner KTM        | 4:06:24 | 2:40     |
| 4      | Joan Barreda Bort Honda     | 4:09:41 | 5:57     |
| 5      | Pablo Quintanilla Husqvarna | 4:10:35 | 6:51     |
| 6      | Ivan Jakeš KTM              | 4:11:03 | 7:19     |
| 7      | Hélder Rodrigues Yamaha     | 4:11:04 | 7:20     |
| 8      | Antoine Méo KTM             | 4:11:05 | 7:21     |
| 9      | Juan Pedrero García Sherco  | 4:11:20 | 7:36     |
| 10     | Alain Duclos Sherco         | 4:12:18 | 8:34     |

| Klassement | Klassement                  | Klassement | Klassement |
| Pos.       | Coureur                     | Tijd       | Verschil   |
| ---------- | --------------------------- | ---------- | ---------- |
| 1          | Paulo Gonçalves Honda       | 14:30:07   | -          |
| 2 2        | Štefan Svitko KTM           | 14:31:52   | 1:45       |
| 3 5        | Toby Price KTM              | 14:31:54   | 1:47       |
| 4 1        | Joan Barreda Bort Honda     | 14:32:34   | 2:27       |
| 5 1        | Matthias Walkner KTM        | 14:33:04   | 2:57       |
| 6 4        | Kevin Benavides Honda       | 14:36:53   | 6:46       |
| 7 2        | Ruben Faria Husqvarna       | 14:38:20   | 8:13       |
| 8 1        | Pablo Quintanilla Husqvarna | 14:38:37   | 8:30       |
| 9          | Antoine Méo KTM             | 14:41:56   | 11:49      |
| 10         | Alain Duclos Sherco         | 14:43:46   | 13:39      |

### Quads
| Etappe | Etappe                                 | Etappe  | Etappe   |
| Pos.   | Coureur                                | Tijd    | Verschil |
| ------ | -------------------------------------- | ------- | -------- |
| 1      | Alexis Hernández Yamaha                | 4:49:24 | -        |
| 2      | Alejandro Martín Patronelli Yamaha     | 4:51:20 | 1:56     |
| 3      | Sergey Vasilyevich Karyakin Yamaha     | 4:52:14 | 2:50     |
| 4      | Kees Koolen Honda                      | 4:52:44 | 3:20     |
| 5      | Walter Nosiglia Jager Honda            | 4:54:56 | 5:32     |
| 6      | Jeremías González Ferioli Yamaha       | 4:56:06 | 6:42     |
| 7      | Marcos Patronelli Yamaha               | 4:57:14 | 7:50     |
| 8      | Nelson Augusto Sanabria Galeano Yamaha | 4:58:56 | 9:32     |
| 9      | George Stephen Twigge Yamaha           | 5:02:22 | 12:58    |
| 10     | Pablo Sebastian Copetti Yamaha         | 5:06:49 | 17:25    |

| Klassement | Klassement                             | Klassement | Klassement |
| Pos.       | Coureur                                | Tijd       | Verschil   |
| ---------- | -------------------------------------- | ---------- | ---------- |
| 1 1        | Sergey Vasilyevich Karyakin Yamaha     | 16:55:26   | -          |
| 2 3        | Alexis Hernández Yamaha                | 17:00:21   | 4:55       |
| 3 1        | Alejandro Martín Patronelli Yamaha     | 17:01:09   | 5:43       |
| 4 3        | Marcos Patronelli Yamaha               | 17:10:36   | 15:10      |
| 5 4        | Jeremías González Ferioli Yamaha       | 17:11:30   | 16:04      |
| 6 7        | Walter Nosiglia Jager Honda            | 17:17:24   | 21:58      |
| 7 1        | Pablo Sebastian Copetti Yamaha         | 17:21:50   | 26:24      |
| 8 2        | Enrique Umbert Okumura Yamaha          | 17:24:32   | 29:06      |
| 9 6        | Kees Koolen Honda                      | 17:29:42   | 34:16      |
| 10 6       | Nelson Augusto Sanabria Galeano Yamaha | 17:36:30   | 41:04      |

### Auto's
| Etappe | Etappe                       | Etappe  | Etappe   |
| Pos.   | Coureur                      | Tijd    | Verschil |
| ------ | ---------------------------- | ------- | -------- |
| 1      | Sébastien Loeb Peugeot       | 3:32:34 | -        |
| 2      | Carlos Sainz Peugeot         | 3:32:56 | 0:22     |
| 3      | Stéphane Peterhansel Peugeot | 3:35:34 | 3:00     |
| 4      | Nasser Saleh Al-Attiyah Mini | 3:35:41 | 3:07     |
| 5      | Leeroy Poulter Toyota        | 3:38:41 | 6:07     |
| 6      | Mikko Hirvonen Mini          | 3:40:16 | 7:42     |
| 7      | Giniel De Villiers Toyota    | 3:41:10 | 8:36     |
| 8      | Robby Gordon Gordini         | 3:41:54 | 9:20     |
| 9      | Orlando Terranova Mini       | 3:42:49 | 10:15    |
| 10     | Nani Roma Cararach Mini      | 3:43:07 | 10:33    |

| Klassement | Klassement                   | Klassement | Klassement |
| Pos.       | Coureur                      | Tijd       | Verschil   |
| ---------- | ---------------------------- | ---------- | ---------- |
| 1          | Sébastien Loeb Peugeot       | 13:17:25   | -          |
| 2          | Stéphane Peterhansel Peugeot | 13:25:13   | 7:48       |
| 3 2        | Carlos Sainz Peugeot         | 13:30:51   | 13:26      |
| 4 1        | Nasser Saleh Al-Attiyah Mini | 13:31:41   | 14:16      |
| 5 1        | Leeroy Poulter Toyota        | 13:36:03   | 18:38      |
| 6          | Giniel De Villiers Toyota    | 13:39:20   | 21:55      |
| 7          | Mikko Hirvonen Mini          | 13:40:49   | 23:24      |
| 8 1        | Bernhard ten Brinke Toyota   | 13:48:25   | 31:00      |
| 9 1        | Vladimir Vasilyev Toyota     | 13:50:52   | 33:27      |
| 10 1       | Yazeed Al-Rajhi Toyota       | 13:55:08   | 37:43      |

### Trucks
| Etappe | Etappe                              | Etappe  | Etappe   |
| Pos.   | Coureur                             | Tijd    | Verschil |
| ------ | ----------------------------------- | ------- | -------- |
| 1      | Eduard Valentínovich Nikoláev Kamaz | 4:00:03 | -        |
| 2      | Martin Kolomý Tatra                 | 4:02:35 | 2:32     |
| 3      | Federico Villagra Iveco             | 4:04:35 | 4:32     |
| 3      | Ton van Genugten Iveco              | 4:04:35 | 4:32     |
| 5      | Ayrat Ilgizarovich Mardeev Kamaz    | 4:06:01 | 5:58     |
| 6      | Peter Versluis MAN                  | 4:06:44 | 6:41     |
| 7      | Hans Stacey MAN                     | 4:06:45 | 6:42     |
| 8      | Gerard de Rooy Iveco                | 4:07:30 | 7:27     |
| 9      | Maurik van den Heuvel Scania        | 4:22:31 | 22:28    |
| 10     | Jaroslav Valtr Tatra                | 4:22:43 | 22:40    |

| Klassement | Klassement                          | Klassement | Klassement |
| Pos.       | Coureur                             | Tijd       | Verschil   |
| ---------- | ----------------------------------- | ---------- | ---------- |
| 1 2        | Federico Villagra Iveco             | 14:09:13   | -          |
| 2 1        | Peter Versluis MAN                  | 14:09:18   | 0:05       |
| 3 1        | Hans Stacey MAN                     | 14:09:34   | 0:21       |
| 4          | Gerard de Rooy Iveco                | 14:15:03   | 5:50       |
| 5          | Ayrat Ilgizarovich Mardeev Kamaz    | 14:18:02   | 8:49       |
| 6 1        | Martin Kolomý Tatra                 | 14:18:49   | 9:36       |
| 7 2        | Eduard Valentínovich Nikoláev Kamaz | 14:20:33   | 11:20      |
| 8 2        | Ton van Genugten Iveco              | 14:20:41   | 11:28      |
| 9 2        | Pascal de Baar Renault              | 14:59:43   | 50:30      |
| 10 4       | Pep Vila Roca Iveco                 | 15:07:42   | 58:29      |

## Etappe 6: Uyuni-Uyuni
| Motoren | Quads | Auto's | Trucks | Totaal |
| ------- | ----- | ------ | ------ | ------ |
| 7       | 2     | 6      | 0      | 15     |

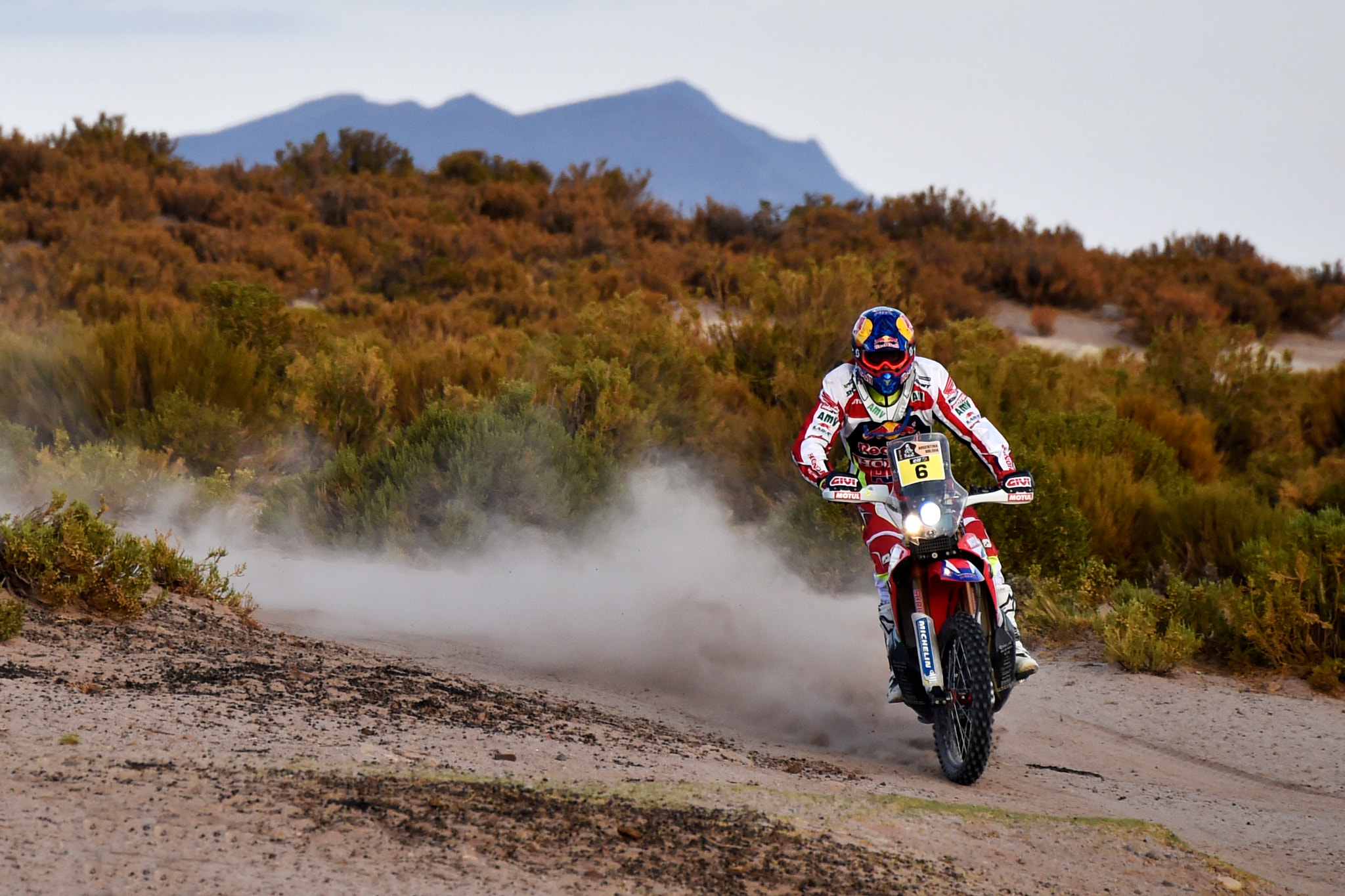
Joan Barreda Bort in etappe 6

Toby Price wist weer te winnen en zijn achterstand op Paulo Gonçalves te verkleinen tot slechts 35 seconde. Ruben Faria moest opgeven dankzij een breuk in zijn pols. Joan Barreda Bort verloor veel tijd door mechanische problemen. Bij de quads sloegen de gebroeders Patronelli toe met een 1-2 positie voor Marcos en Alejandro. Bij de auto's was het geluk van Sébastien Loeb op, hij verloor wat tijd door kleine mechanische problemen. Stéphane Peterhansel en Carlos Sainz profiteerden, zij waren de snelste en Peterhansel nam ook de leiding over in het algemeen klassement. Bij de trucks was het Hans Stacey die de beste tijd neerzette. Ook hij kon zo de leiding in het klassement overnemen.

### Motoren
| Etappe | Etappe                      | Etappe  | Etappe   |
| Pos.   | Coureur                     | Tijd    | Verschil |
| ------ | --------------------------- | ------- | -------- |
| 1      | Toby Price KTM              | 5:51:48 | -        |
| 2      | Matthias Walkner KTM        | 5:52:53 | 1:05     |
| 3      | Paulo Gonçalves Honda       | 5:53:00 | 1:12     |
| 4      | Štefan Svitko KTM           | 5:56:32 | 4:44     |
| 5      | Hélder Rodrigues Yamaha     | 5:57:11 | 5:23     |
| 6      | Pablo Quintanilla Husqvarna | 5:59:40 | 7:52     |
| 7      | Txomin Arana Husqvarna      | 5:59:47 | 7:59     |
| 8      | Ricky Brabec Honda          | 6:00:04 | 8:16     |
| 9      | Adrien van Beveren Yamaha   | 6:00:35 | 8:47     |
| 10     | Alessandro Botturi Yamaha   | 6:01:07 | 9:19     |

| Klassement | Klassement                  | Klassement | Klassement |
| Pos.       | Coureur                     | Tijd       | Verschil   |
| ---------- | --------------------------- | ---------- | ---------- |
| 1          | Paulo Gonçalves Honda       | 20:23:07   | -          |
| 2 1        | Toby Price KTM              | 20:23:42   | 0:35       |
| 3 2        | Matthias Walkner KTM        | 20:25:57   | 2:50       |
| 4 2        | Štefan Svitko KTM           | 20:28:24   | 5:17       |
| 5 3        | Pablo Quintanilla Husqvarna | 20:38:17   | 15:10      |
| 6 7        | Hélder Rodrigues Yamaha     | 20:43:19   | 20:12      |
| 7 1        | Kevin Benavides Honda       | 20:44:11   | 21:04      |
| 8 1        | Antoine Méo KTM             | 20:46:09   | 23:02      |
| 9 3        | Gerard Farrés Güell KTM     | 20:48:59   | 25:52      |
| 10         | Alain Duclos Sherco         | 20:49:16   | 26:09      |

### Quads
| Etappe | Etappe                                 | Etappe  | Etappe   |
| Pos.   | Coureur                                | Tijd    | Verschil |
| ------ | -------------------------------------- | ------- | -------- |
| 1      | Marcos Patronelli Yamaha               | 6:53:39 | -        |
| 2      | Alejandro Martín Patronelli Yamaha     | 7:00:18 | 6:39     |
| 3      | Sergey Vasilyevich Karyakin Yamaha     | 7:12:40 | 19:01    |
| 4      | Brian Baragwanath Yamaha               | 7:13:00 | 19:21    |
| 5      | Jeremías González Ferioli Yamaha       | 7:14:56 | 21:17    |
| 6      | Walter Nosiglia Jager Honda            | 7:16:42 | 23:03    |
| 7      | Alexis Hernández Yamaha                | 7:23:07 | 29:28    |
| 8      | George Stephen Twigge Yamaha           | 7:25:49 | 32:10    |
| 9      | Nelson Augusto Sanabria Galeano Yamaha | 7:28:50 | 35:11    |
| 10     | Lucas Bonetto Honda                    | 7:29:24 | 35:45    |

| Klassement | Klassement                             | Klassement | Klassement |
| Pos.       | Coureur                                | Tijd       | Verschil   |
| ---------- | -------------------------------------- | ---------- | ---------- |
| 1 2        | Alejandro Martín Patronelli Yamaha     | 24:01:27   | -          |
| 2 2        | Marcos Patronelli Yamaha               | 24:04:15   | 2:48       |
| 3 2        | Sergey Vasilyevich Karyakin Yamaha     | 24:08:06   | 6:39       |
| 4 2        | Alexis Hernández Yamaha                | 24:23:28   | 22:01      |
| 5          | Jeremías González Ferioli Yamaha       | 24:26:26   | 24:59      |
| 6          | Walter Nosiglia Jager Honda            | 24:34:06   | 32:39      |
| 7          | Pablo Sebastian Copetti Yamaha         | 24:54:27   | 53:00      |
| 8 2        | Nelson Augusto Sanabria Galeano Yamaha | 25:05:20   | 1:03:53    |
| 9          | Kees Koolen Honda                      | 25:05:41   | 1:04:14    |
| 10 4       | Brian Baragwanath Yamaha               | 25:21:27   | 1:20:00    |

### Auto's
| Etappe | Etappe                       | Etappe  | Etappe   |
| Pos.   | Coureur                      | Tijd    | Verschil |
| ------ | ---------------------------- | ------- | -------- |
| 1      | Stéphane Peterhansel Peugeot | 5:01:07 | -        |
| 2      | Carlos Sainz Peugeot         | 5:01:24 | 0:17     |
| 3      | Yazeed Al-Rajhi Toyota       | 5:08:26 | 7:19     |
| 4      | Sébastien Loeb Peugeot       | 5:09:22 | 8:15     |
| 5      | Nasser Saleh Al-Attiyah Mini | 5:09:58 | 8:51     |
| 6      | Nani Roma Cararach Mini      | 5:12:08 | 11:01    |
| 7      | Orlando Terranova Mini       | 5:14:13 | 13:06    |
| 8      | Mikko Hirvonen Mini          | 5:15:22 | 14:15    |
| 9      | Giniel De Villiers Toyota    | 5:16:21 | 15:14    |
| 10     | Erik van Loon Mini           | 5:17:52 | 16:45    |

| Klassement | Klassement                   | Klassement | Klassement |
| Pos.       | Coureur                      | Tijd       | Verschil   |
| ---------- | ---------------------------- | ---------- | ---------- |
| 1 1        | Stéphane Peterhansel Peugeot | 18:26:20   | -          |
| 2 1        | Sébastien Loeb Peugeot       | 18:26:47   | 0:27       |
| 3          | Carlos Sainz Peugeot         | 18:32:15   | 5:55       |
| 4          | Nasser Saleh Al-Attiyah Mini | 18:41:39   | 15:19      |
| 5 1        | Giniel De Villiers Toyota    | 18:55:41   | 29:21      |
| 6 1        | Mikko Hirvonen Mini          | 18:56:11   | 29:51      |
| 7 2        | Leeroy Poulter Toyota        | 19:00:47   | 34:27      |
| 8 2        | Yazeed Al-Rajhi Toyota       | 19:03:34   | 37:14      |
| 9          | Vladimir Vasilyev Toyota     | 19:08:47   | 42:27      |
| 10 1       | Emiliano Spataro Renault     | 19:23:52   | 57:32      |

### Trucks
| Etappe | Etappe                              | Etappe  | Etappe   |
| Pos.   | Coureur                             | Tijd    | Verschil |
| ------ | ----------------------------------- | ------- | -------- |
| 1      | Hans Stacey MAN                     | 2:55:35 | -        |
| 2      | Gerard de Rooy Iveco                | 2:55:42 | 0:07     |
| 3      | Peter Versluis MAN                  | 2:56:50 | 1:15     |
| 4      | Eduard Valentínovich Nikoláev Kamaz | 2:57:46 | 2:11     |
| 5      | Dmitry Sergeyevich Sotnikov Kamaz   | 2:57:56 | 2:21     |
| 6      | Andrei Olégovich Kargínov Kamaz     | 2:58:36 | 3:01     |
| 7      | Martin Kolomý Tatra                 | 2:58:44 | 3:09     |
| 8      | Ayrat Ilgizarovich Mardeev Kamaz    | 2:59:13 | 3:38     |
| 9      | Federico Villagra Iveco             | 3:00:01 | 4:26     |
| 10     | Jaroslav Valtr Tatra                | 3:04:15 | 8:40     |

| Klassement | Klassement                          | Klassement | Klassement |
| Pos.       | Coureur                             | Tijd       | Verschil   |
| ---------- | ----------------------------------- | ---------- | ---------- |
| 1 2        | Hans Stacey MAN                     | 17:05:09   | -          |
| 2          | Peter Versluis MAN                  | 17:06:08   | 0:59       |
| 3 2        | Federico Villagra Iveco             | 17:09:14   | 4:05       |
| 4          | Gerard de Rooy Iveco                | 17:10:45   | 5:36       |
| 5          | Ayrat Ilgizarovich Mardeev Kamaz    | 17:17:15   | 12:06      |
| 6          | Martin Kolomý Tatra                 | 17:17:33   | 12:24      |
| 7          | Eduard Valentínovich Nikoláev Kamaz | 17:18:19   | 13:10      |
| 8          | Ton van Genugten Iveco              | 17:27:17   | 22:08      |
| 9          | Pascal de Baar Renault              | 18:11:14   | 1:06:05    |
| 10 1       | Maurik van den Heuvel Scania        | 18:12:57   | 1:07:48    |

## Etappe 7: Uyuni-Salta
| Motoren | Quads | Auto's | Trucks | Totaal |
| ------- | ----- | ------ | ------ | ------ |
| 5       | 0     | 2      | 1      | 8      |

Antoine Méo wist de etappe voor de rustdag te winnen. Hij toonde dat hij zich goed aan kon passen op het rallyterrein. Paulo Gonçalves blijft de leider na 1 week, opgejaagd door Toby Price. Bij de quads wist Sergey Vasilyevich Karyakin te winnen. Bij de auto's was het Carlos Sainz die de snelste was. Peugeot heeft daarmee alle etappes gewonnen op de proloog na. Sébastien Loeb wist de leiding weer over te nemen van Peterhansel in een secondespel tussen de 2 Fransen. Bij de trucks was Eduard Valentínovich Nikoláev de hele dag de snelste en maakte kostbare tijd goed op de concurrentie. Het is zijn 2e etappeoverwinning deze rally na eerder al etappe 5 gewonnen te hebben.

### Motoren
| Etappe | Etappe                      | Etappe  | Etappe   |
| Pos.   | Coureur                     | Tijd    | Verschil |
| ------ | --------------------------- | ------- | -------- |
| 1      | Antoine Méo KTM             | 2:27:27 | -        |
| 2      | Kevin Benavides Honda       | 2:29:20 | 1:53     |
| 3      | Paulo Gonçalves Honda       | 2:29:23 | 1:56     |
| 4      | Michael Metge Honda         | 2:31:18 | 3:51     |
| 5      | Toby Price KTM              | 2:32:00 | 4:33     |
| 6      | Pablo Quintanilla Husqvarna | 2:32:19 | 4:52     |
| 7      | Txomin Arana Husqvarna      | 2:32:30 | 5:03     |
| 8      | Gerard Farrés Güell KTM     | 2:33:28 | 6:01     |
| 9      | Štefan Svitko KTM           | 2:33:30 | 6:03     |
| 10     | Ricky Brabec Honda          | 2:33:44 | 6:17     |

| Klassement | Klassement                  | Klassement | Klassement |
| Pos.       | Coureur                     | Tijd       | Verschil   |
| ---------- | --------------------------- | ---------- | ---------- |
| 1          | Paulo Gonçalves Honda       | 22:52:30   | -          |
| 2          | Toby Price KTM              | 22:55:42   | 3:12       |
| 3 1        | Štefan Svitko KTM           | 23:01:54   | 9:24       |
| 4 1        | Pablo Quintanilla Husqvarna | 23:10:36   | 18:06      |
| 5 2        | Kevin Benavides Honda       | 23:13:31   | 21:01      |
| 6 2        | Antoine Méo KTM             | 23:13:36   | 21:06      |
| 7 1        | Hélder Rodrigues Yamaha     | 23:17:14   | 24:44      |
| 8 1        | Gerard Farrés Güell KTM     | 23:22:27   | 29:57      |
| 9 1        | Alain Duclos Sherco         | 23:23:02   | 30:32      |
| 10 1       | Juan Pedrero García Sherco  | 23:24:15   | 31:45      |

### Quads
| Etappe | Etappe                             | Etappe  | Etappe   |
| Pos.   | Coureur                            | Tijd    | Verschil |
| ------ | ---------------------------------- | ------- | -------- |
| 1      | Sergey Vasilyevich Karyakin Yamaha | 2:58:16 | -        |
| 2      | Lucas Bonetto Honda                | 2:58:30 | 0:14     |
| 3      | Pablo Sebastian Copetti Yamaha     | 2:58:59 | 0:43     |
| 4      | Walter Nosiglia Jager Honda        | 2:59:24 | 1:08     |
| 5      | Alejandro Martín Patronelli Yamaha | 3:01:04 | 2:48     |
| 6      | Marcos Patronelli Yamaha           | 3:01:52 | 3:36     |
| 7      | Jeremías González Ferioli Yamaha   | 3:02:08 | 3:52     |
| 8      | Kees Koolen Honda                  | 3:02:29 | 4:13     |
| 9      | Brian Baragwanath Yamaha           | 3:03:13 | 4:57     |
| 10     | Santiago Hansen Honda              | 3:06:03 | 7:47     |

| Klassement | Klassement                             | Klassement | Klassement |
| Pos.       | Coureur                                | Tijd       | Verschil   |
| ---------- | -------------------------------------- | ---------- | ---------- |
| 1          | Alejandro Martín Patronelli Yamaha     | 27:02:31   | -          |
| 2          | Marcos Patronelli Yamaha               | 27:06:07   | 3:36       |
| 3          | Sergey Vasilyevich Karyakin Yamaha     | 27:07:02   | 4:31       |
| 4 1        | Jeremías González Ferioli Yamaha       | 27:28:34   | 26:03      |
| 5 1        | Alexis Hernández Yamaha                | 27:29:40   | 27:09      |
| 6          | Walter Nosiglia Jager Honda            | 27:33:30   | 30:59      |
| 7          | Pablo Sebastian Copetti Yamaha         | 27:53:26   | 50:55      |
| 8 1        | Kees Koolen Honda                      | 28:08:10   | 1:05:39    |
| 9 1        | Nelson Augusto Sanabria Galeano Yamaha | 28:15:51   | 1:13:20    |
| 10         | Brian Baragwanath Yamaha               | 28:24:40   | 1:22:09    |

### Auto's
| Etappe | Etappe                       | Etappe  | Etappe   |
| Pos.   | Coureur                      | Tijd    | Verschil |
| ------ | ---------------------------- | ------- | -------- |
| 1      | Carlos Sainz Peugeot         | 3:19:03 | -        |
| 2      | Sébastien Loeb Peugeot       | 3:19:41 | 0:38     |
| 3      | Nasser Saleh Al-Attiyah Mini | 3:22:25 | 3:22     |
| 4      | Stéphane Peterhansel Peugeot | 3:22:30 | 3:27     |
| 5      | Mikko Hirvonen Mini          | 3:23:10 | 4:07     |
| 6      | Cyril Despres Peugeot        | 3:24:27 | 5:24     |
| 7      | Giniel De Villiers Toyota    | 3:24:28 | 5:25     |
| 8      | Yazeed Al-Rajhi Toyota       | 3:25:45 | 6:42     |
| 9      | Leeroy Poulter Toyota        | 3:26:00 | 6:57     |
| 10     | Nani Roma Cararach Mini      | 3:26:19 | 7:16     |

| Klassement | Klassement                   | Klassement | Klassement |
| Pos.       | Coureur                      | Tijd       | Verschil   |
| ---------- | ---------------------------- | ---------- | ---------- |
| 1 1        | Sébastien Loeb Peugeot       | 21:46:28   | -          |
| 2 1        | Stéphane Peterhansel Peugeot | 21:48:50   | 2:22       |
| 3          | Carlos Sainz Peugeot         | 21:51:18   | 4:50       |
| 4          | Nasser Saleh Al-Attiyah Mini | 22:04:04   | 17:36      |
| 5 1        | Mikko Hirvonen Mini          | 22:19:21   | 32:53      |
| 6 1        | Giniel De Villiers Toyota    | 22:20:09   | 33:41      |
| 7          | Leeroy Poulter Toyota        | 22:26:47   | 40:19      |
| 8          | Yazeed Al-Rajhi Toyota       | 22:29:19   | 42:51      |
| 9          | Vladimir Vasilyev Toyota     | 22:40:14   | 53:46      |
| 10         | Emiliano Spataro Renault     | 23:02:13   | 1:15:45    |

### Trucks
| Etappe | Etappe                              | Etappe  | Etappe   |
| Pos.   | Coureur                             | Tijd    | Verschil |
| ------ | ----------------------------------- | ------- | -------- |
| 1      | Eduard Valentínovich Nikoláev Kamaz | 3:54:31 | -        |
| 2      | Ayrat Ilgizarovich Mardeev Kamaz    | 3:55:29 | 0:58     |
| 3      | Peter Versluis MAN                  | 3:55:48 | 1:17     |
| 4      | Gerard de Rooy Iveco                | 3:56:42 | 2:11     |
| 5      | Andrei Olégovich Kargínov Kamaz     | 4:01:15 | 6:44     |
| 6      | Ton van Genugten Iveco              | 4:03:39 | 9:08     |
| 7      | Martin Macík Jr. Liaz               | 4:04:43 | 10:12    |
| 8      | Jaroslav Valtr Tatra                | 4:05:09 | 10:38    |
| 9      | Hans Stacey MAN                     | 4:08:15 | 13:44    |
| 10     | Federico Villagra Iveco             | 4:08:17 | 13:46    |

| Klassement | Klassement                          | Klassement | Klassement |
| Pos.       | Coureur                             | Tijd       | Verschil   |
| ---------- | ----------------------------------- | ---------- | ---------- |
| 1 1        | Peter Versluis MAN                  | 21:01:56   | -          |
| 2 2        | Gerard de Rooy Iveco                | 21:07:27   | 5:31       |
| 3 2        | Ayrat Ilgizarovich Mardeev Kamaz    | 21:12:44   | 10:48      |
| 4 3        | Eduard Valentínovich Nikoláev Kamaz | 21:12:50   | 10:54      |
| 5 4        | Hans Stacey MAN                     | 21:13:24   | 11:28      |
| 6 3        | Federico Villagra Iveco             | 21:17:31   | 15:35      |
| 7 1        | Ton van Genugten Iveco              | 21:30:56   | 29:00      |
| 8 2        | Maurik van den Heuvel Scania        | 22:23:49   | 1:21:53    |
| 9 4        | Martin Macík Jr. Liaz               | 22:26:47   | 1:24:51    |
| 10 4       | Andrei Olégovich Kargínov Kamaz     | 22:27:31   | 1:25:35    |

## Etappe 8: Salta-Belén
| Motoren | Quads | Auto's | Trucks | Totaal |
| ------- | ----- | ------ | ------ | ------ |
| 7       | 1     | 2      | 1      | 11     |

Dankzij feilloze navigatie wist Toby Price opnieuw tijd te winnen en de leiding te pakken in het algemeen klassement. Bij de quads waren de gebroeders Patronelli opnieuw de snelste. Na afloop kregen een aantal quadrijders nog flinke tijdstraffen als correctie. Bij de auto's was het Nasser Saleh Al-Attiyah die de winst bij de Peugeot rijders weg kon houden, maar liep niet veel in. Sébastien Loeb was de grote verliezer toen hij 20 kilometer voor het einde van de etappe met de auto over de kop sloeg. Hij en Daniel Elena bleven ongedeerd en ze konden hun weg vervolgen, maar verloren wel tijd. Bij de trucks was het Gerard de Rooy die de etappe won en daarmee ook de leiding over kon nemen in het klassement.

### Motoren
| Etappe | Etappe                      | Etappe  | Etappe   |
| Pos.   | Coureur                     | Tijd    | Verschil |
| ------ | --------------------------- | ------- | -------- |
| 1      | Toby Price KTM              | 4:33:14 | -        |
| 2      | Paulo Gonçalves Honda       | 4:38:31 | 5:17     |
| 3      | Pablo Quintanilla Husqvarna | 4:39:46 | 6:32     |
| 4      | Štefan Svitko KTM           | 4:41:16 | 8:02     |
| 5      | Kevin Benavides Honda       | 4:41:20 | 8:06     |
| 6      | Hélder Rodrigues Yamaha     | 4:42:33 | 9:19     |
| 7      | Gerard Farrés Güell KTM     | 4:44:01 | 10:47    |
| 8      | Antoine Méo KTM             | 4:44:04 | 10:50    |
| 9      | Juan Pedrero García Sherco  | 4:44:22 | 11:08    |
| 10     | Adrien van Beveren Yamaha   | 4:48:21 | 15:07    |

| Klassement | Klassement                  | Klassement | Klassement |
| Pos.       | Coureur                     | Tijd       | Verschil   |
| ---------- | --------------------------- | ---------- | ---------- |
| 1 1        | Toby Price KTM              | 27:28:56   | -          |
| 2 1        | Paulo Gonçalves Honda       | 27:31:01   | 2:05       |
| 3          | Štefan Svitko KTM           | 27:43:10   | 14:14      |
| 4          | Pablo Quintanilla Husqvarna | 27:50:22   | 21:26      |
| 5          | Kevin Benavides Honda       | 27:54:51   | 25:55      |
| 6          | Antoine Méo KTM             | 27:57:40   | 28:44      |
| 7          | Hélder Rodrigues Yamaha     | 27:59:47   | 30:51      |
| 8          | Gerard Farrés Güell KTM     | 28:06:28   | 37:32      |
| 9 1        | Juan Pedrero García Sherco  | 28:08:37   | 39:41      |
| 10 1       | Alain Duclos Sherco         | 28:14:07   | 45:11      |

### Quads
| Etappe | Etappe                             | Etappe  | Etappe   |
| Pos.   | Coureur                            | Tijd    | Verschil |
| ------ | ---------------------------------- | ------- | -------- |
| 1      | Marcos Patronelli Yamaha           | 5:41:18 | -        |
| 2      | Alejandro Martín Patronelli Yamaha | 5:47:00 | 5:42     |
| 3      | Alexis Hernández Yamaha            | 5:50:35 | 9:17     |
| 4      | Lucas Bonetto Honda                | 5:51:14 | 9:56     |
| 5      | Sergey Vasilyevich Karyakin Yamaha | 5:57:59 | 16:41    |
| 6      | Brian Baragwanath Yamaha           | 6:02:23 | 21:05    |
| 7      | Pablo Sebastian Copetti Yamaha     | 6:04:54 | 23:36    |
| 8      | Jeremías González Ferioli Yamaha   | 6:05:08 | 23:50    |
| 9      | Daniel Domaszewski Honda           | 6:09:15 | 27:57    |
| 10     | Kees Koolen Honda                  | 6:10:02 | 28:44    |

| Klassement | Klassement                             | Klassement | Klassement |
| Pos.       | Coureur                                | Tijd       | Verschil   |
| ---------- | -------------------------------------- | ---------- | ---------- |
| 1 1        | Marcos Patronelli Yamaha               | 32:47:25   | -          |
| 2 1        | Alejandro Martín Patronelli Yamaha     | 32:49:31   | 2:06       |
| 3 2        | Alexis Hernández Yamaha                | 33:20:15   | 32:50      |
| 4 1        | Sergey Vasilyevich Karyakin Yamaha     | 33:32:01   | 44:36      |
| 5 1        | Jeremías González Ferioli Yamaha       | 33:33:42   | 46:17      |
| 6 1        | Pablo Sebastian Copetti Yamaha         | 34:13:20   | 1:25:55    |
| 7 1        | Kees Koolen Honda                      | 34:18:12   | 1:30:47    |
| 8 1        | Nelson Augusto Sanabria Galeano Yamaha | 34:26:18   | 1:38:53    |
| 9 1        | Brian Baragwanath Yamaha               | 34:27:03   | 1:39:38    |
| 10 4       | Walter Nosiglia Jager Honda            | 34:42:40   | 1:55:15    |

### Auto's
| Etappe | Etappe                       | Etappe  | Etappe   |
| Pos.   | Coureur                      | Tijd    | Verschil |
| ------ | ---------------------------- | ------- | -------- |
| 1      | Nasser Saleh Al-Attiyah Mini | 4:12:23 | -        |
| 2      | Carlos Sainz Peugeot         | 4:12:35 | 0:12     |
| 3      | Stéphane Peterhansel Peugeot | 4:12:54 | 0:31     |
| 4      | Cyril Despres Peugeot        | 4:17:03 | 4:40     |
| 5      | Mikko Hirvonen Mini          | 4:19:05 | 6:42     |
| 6      | Nani Roma Cararach Mini      | 4:22:34 | 10:11    |
| 7      | Orlando Terranova Mini       | 4:24:00 | 11:37    |
| 8      | Leeroy Poulter Toyota        | 4:24:29 | 12:06    |
| 9      | Yazeed Al-Rajhi Toyota       | 4:26:44 | 14:21    |
| 10     | Erik van Loon Mini           | 4:27:39 | 15:16    |

| Klassement | Klassement                   | Klassement | Klassement |
| Pos.       | Coureur                      | Tijd       | Verschil   |
| ---------- | ---------------------------- | ---------- | ---------- |
| 1 1        | Stéphane Peterhansel Peugeot | 26:01:44   | -          |
| 2 1        | Carlos Sainz Peugeot         | 26:03:53   | 2:09       |
| 3 1        | Nasser Saleh Al-Attiyah Mini | 26:16:27   | 14:43      |
| 4 1        | Mikko Hirvonen Mini          | 26:38:26   | 36:42      |
| 5 2        | Leeroy Poulter Toyota        | 26:51:16   | 49:32      |
| 6 2        | Yazeed Al-Rajhi Toyota       | 26:56:03   | 54:19      |
| 7 1        | Giniel De Villiers Toyota    | 26:56:33   | 54:49      |
| 8 7        | Sébastien Loeb Peugeot       | 27:07:00   | 1:05:16    |
| 9          | Vladimir Vasilyev Toyota     | 27:10:32   | 1:08:48    |
| 10 2       | Nani Roma Cararach Mini      | 27:30:05   | 1:28:21    |

### Trucks
| Etappe | Etappe                              | Etappe  | Etappe   |
| Pos.   | Coureur                             | Tijd    | Verschil |
| ------ | ----------------------------------- | ------- | -------- |
| 1      | Gerard de Rooy Iveco                | 4:41:59 | -        |
| 2      | Eduard Valentínovich Nikoláev Kamaz | 4:44:34 | 2:35     |
| 3      | Andrei Olégovich Kargínov Kamaz     | 4:47:22 | 5:23     |
| 4      | Jaroslav Valtr Tatra                | 4:55:37 | 13:38    |
| 5      | Dmitry Sergeyevich Sotnikov Kamaz   | 4:55:46 | 13:47    |
| 6      | Federico Villagra Iveco             | 4:56:34 | 14:35    |
| 7      | Hans Stacey MAN                     | 4:56:48 | 14:49    |
| 8      | Peter Versluis MAN                  | 4:58:59 | 17:00    |
| 9      | Ayrat Ilgizarovich Mardeev Kamaz    | 4:59:03 | 17:04    |
| 10     | Ton van Genugten Iveco              | 4:59:33 | 17:34    |

| Klassement | Klassement                          | Klassement | Klassement |
| Pos.       | Coureur                             | Tijd       | Verschil   |
| ---------- | ----------------------------------- | ---------- | ---------- |
| 1 1        | Gerard de Rooy Iveco                | 25:49:26   | -          |
| 2 2        | Eduard Valentínovich Nikoláev Kamaz | 25:57:24   | 7:58       |
| 3 2        | Peter Versluis MAN                  | 26:00:55   | 11:29      |
| 4 1        | Hans Stacey MAN                     | 26:10:12   | 20:46      |
| 5 2        | Ayrat Ilgizarovich Mardeev Kamaz    | 26:11:47   | 22:21      |
| 6          | Federico Villagra Iveco             | 26:14:05   | 24:39      |
| 7          | Ton van Genugten Iveco              | 26:30:29   | 41:03      |
| 8 2        | Andrei Olégovich Kargínov Kamaz     | 27:14:53   | 1:25:27    |
| 9 4        | Dmitry Sergeyevich Sotnikov Kamaz   | 27:29:18   | 1:39:52    |
| 10 2       | Pep Vila Roca Iveco                 | 27:39:17   | 1:49:51    |

## Etappe 9: Belén-Belén
| Motoren | Quads | Auto's | Trucks | Totaal |
| ------- | ----- | ------ | ------ | ------ |
| 5       | 1     | 7      | 0      | 13     |

De etappe werd ingekort door de extreme hitte. Enkele motorrijders vielen (bijna) flauw door de extreme hitte waarna er besloten werd de etappe flink in te korten. Desondanks kon leider Toby Price zijn voorsprong verder uitbreiden, hij was opnieuw de snelste rijder. Bij de quads was Pablo Sebastian Copetti de snelste. Bij de auto's bleef Sébastien Loeb problemen houden en verloor meer tijd. Carlos Sainz was de snelste in dit 1e deel van de marathonetappe. Bij de trucks was er geluk voor Gerard de Rooy. Eduard Valentínovich Nikoláev ervaarde pech en verloor tijd. Zo kon Gerard de Rooy de voorsprong tot zijn naaste belager uitbouwen tot 27 minuten.

### Motoren
| Etappe | Etappe                      | Etappe  | Etappe   |
| Pos.   | Coureur                     | Tijd    | Verschil |
| ------ | --------------------------- | ------- | -------- |
| 1      | Toby Price KTM              | 3:26:58 | -        |
| 2      | Ricky Brabec Honda          | 3:39:27 | 12:29    |
| 3      | Antoine Méo KTM             | 3:40:22 | 13:24    |
| 4      | Štefan Svitko KTM           | 3:41:43 | 14:45    |
| 5      | Adrien van Beveren Yamaha   | 3:42:52 | 15:54    |
| 6      | Gerard Farrés Güell KTM     | 3:43:36 | 16:38    |
| 7      | Pablo Quintanilla Husqvarna | 3:44:13 | 17:15    |
| 8      | Hélder Rodrigues Yamaha     | 3:46:10 | 19:12    |
| 9      | Armand Monleón KTM          | 3:48:33 | 21:35    |
| 10     | Kevin Benavides Honda       | 3:49:06 | 22:08    |

| Klassement | Klassement                  | Klassement | Klassement |
| Pos.       | Coureur                     | Tijd       | Verschil   |
| ---------- | --------------------------- | ---------- | ---------- |
| 1          | Toby Price KTM              | 30:55:54   | -          |
| 2 1        | Štefan Svitko KTM           | 31:24:53   | 28:59      |
| 3 1        | Paulo Gonçalves Honda       | 31:29:55   | 34:01      |
| 4          | Pablo Quintanilla Husqvarna | 31:34:35   | 38:41      |
| 5 1        | Antoine Méo KTM             | 31:38:02   | 42:08      |
| 6 1        | Kevin Benavides Honda       | 31:43:57   | 48:03      |
| 7          | Hélder Rodrigues Yamaha     | 31:45:57   | 50:03      |
| 8          | Gerard Farrés Güell KTM     | 31:50:04   | 54:10      |
| 9 2        | Ricky Brabec Honda          | 32:00:02   | 1:04:08    |
| 10 2       | Adrien van Beveren Yamaha   | 32:05:35   | 1:09:41    |

### Quads
| Etappe | Etappe                                 | Etappe  | Etappe   |
| Pos.   | Coureur                                | Tijd    | Verschil |
| ------ | -------------------------------------- | ------- | -------- |
| 1      | Pablo Sebastian Copetti Yamaha         | 5:39:41 | -        |
| 2      | Alejandro Martín Patronelli Yamaha     | 5:40:35 | 0:54     |
| 3      | Marcos Patronelli Yamaha               | 5:41:57 | 2:16     |
| 4      | Brian Baragwanath Yamaha               | 5:44:26 | 4:45     |
| 5      | Kees Koolen Honda                      | 5:46:04 | 6:23     |
| 6      | Jeremías González Ferioli Yamaha       | 5:48:58 | 9:17     |
| 7      | Alexis Hernández Yamaha                | 5:53:19 | 13:38    |
| 8      | Giuliano Horacio Giordana Yamaha       | 5:58:10 | 18:29    |
| 9      | Nelson Augusto Sanabria Galeano Yamaha | 5:59:31 | 19:50    |
| 10     | Sergey Vasilyevich Karyakin Yamaha     | 6:15:57 | 36:16    |

| Klassement | Klassement                             | Klassement | Klassement |
| Pos.       | Coureur                                | Tijd       | Verschil   |
| ---------- | -------------------------------------- | ---------- | ---------- |
| 1          | Marcos Patronelli Yamaha               | 38:29:22   | -          |
| 2          | Alejandro Martín Patronelli Yamaha     | 38:30:06   | 0:44       |
| 3          | Alexis Hernández Yamaha                | 39:13:34   | 44:12      |
| 4 1        | Jeremías González Ferioli Yamaha       | 39:22:40   | 53:18      |
| 5 1        | Sergey Vasilyevich Karyakin Yamaha     | 39:47:58   | 1:18:36    |
| 6          | Pablo Sebastian Copetti Yamaha         | 39:53:01   | 1:23:39    |
| 7          | Kees Koolen Honda                      | 40:04:16   | 1:34:54    |
| 8 1        | Brian Baragwanath Yamaha               | 40:11:29   | 1:42:07    |
| 9 1        | Nelson Augusto Sanabria Galeano Yamaha | 40:25:49   | 1:56:27    |
| 10         | Walter Nosiglia Jager Honda            | 41:00:32   | 2:31:10    |

### Auto's
| Etappe | Etappe                       | Etappe  | Etappe   |
| Pos.   | Coureur                      | Tijd    | Verschil |
| ------ | ---------------------------- | ------- | -------- |
| 1      | Carlos Sainz Peugeot         | 2:35:31 | -        |
| 2      | Erik van Loon Mini           | 2:35:41 | 0:10     |
| 3      | Mikko Hirvonen Mini          | 2:35:48 | 0:17     |
| 4      | Giniel De Villiers Toyota    | 2:36:09 | 0:38     |
| 5      | Nasser Saleh Al-Attiyah Mini | 2:37:35 | 2:04     |
| 6      | Cyril Despres Peugeot        | 2:42:17 | 6:46     |
| 7      | Stéphane Peterhansel Peugeot | 2:44:43 | 9:12     |
| 8      | Yazeed Al-Rajhi Toyota       | 2:45:09 | 9:38     |
| 9      | Orlando Terranova Mini       | 2:46:24 | 10:53    |
| 10     | Mark Corbett Century         | 2:51:02 | 15:31    |

| Klassement | Klassement                   | Klassement | Klassement |
| Pos.       | Coureur                      | Tijd       | Verschil   |
| ---------- | ---------------------------- | ---------- | ---------- |
| 1 1        | Carlos Sainz Peugeot         | 28:39:24   | -          |
| 2 1        | Stéphane Peterhansel Peugeot | 28:46:27   | 7:03       |
| 3          | Nasser Saleh Al-Attiyah Mini | 28:54:02   | 14:38      |
| 4          | Mikko Hirvonen Mini          | 29:14:14   | 34:50      |
| 5 2        | Giniel De Villiers Toyota    | 29:32:42   | 53:18      |
| 6          | Yazeed Al-Rajhi Toyota       | 29:41:12   | 1:01:48    |
| 7 2        | Leeroy Poulter Toyota        | 29:42:49   | 1:03:25    |
| 8 3        | Erik van Loon Mini           | 30:07:29   | 1:28:05    |
| 9 1        | Nani Roma Cararach Mini      | 30:22:19   | 1:42:55    |
| 10 4       | Cyril Despres Peugeot        | 30:30:54   | 1:51:30    |

### Trucks
| Etappe | Etappe                              | Etappe  | Etappe   |
| Pos.   | Coureur                             | Tijd    | Verschil |
| ------ | ----------------------------------- | ------- | -------- |
| 1      | Gerard de Rooy Iveco                | 2:41:20 | -        |
| 2      | Ton van Genugten Iveco              | 2:45:19 | 3:59     |
| 3      | Andrei Olégovich Kargínov Kamaz     | 2:57:24 | 16:04    |
| 4      | Federico Villagra Iveco             | 2:58:05 | 16:45    |
| 5      | Eduard Valentínovich Nikoláev Kamaz | 3:00:34 | 19:14    |
| 6      | Artur Ardavichus Tatra              | 3:02:28 | 21:08    |
| 7      | Tomáš Vrátný Tatra                  | 3:03:32 | 22:12    |
| 8      | Jaroslav Valtr Tatra                | 3:07:40 | 26:20    |
| 9      | Teruhito Sugawara Hino              | 3:07:51 | 26:31    |
| 10     | Ayrat Ilgizarovich Mardeev Kamaz    | 3:10:48 | 29:28    |

| Klassement | Klassement                          | Klassement | Klassement |
| Pos.       | Coureur                             | Tijd       | Verschil   |
| ---------- | ----------------------------------- | ---------- | ---------- |
| 1          | Gerard de Rooy Iveco                | 28:30:46   | -          |
| 2          | Eduard Valentínovich Nikoláev Kamaz | 28:57:58   | 27:12      |
| 3 3        | Federico Villagra Iveco             | 29:12:10   | 41:24      |
| 4 3        | Ton van Genugten Iveco              | 29:15:48   | 45:02      |
| 5 2        | Peter Versluis MAN                  | 29:19:46   | 49:00      |
| 6 1        | Ayrat Ilgizarovich Mardeev Kamaz    | 29:22:35   | 51:49      |
| 7 3        | Hans Stacey MAN                     | 29:54:54   | 1:24:08    |
| 8          | Andrei Olégovich Kargínov Kamaz     | 30:12:17   | 1:41:31    |
| 9 5        | Jaroslav Valtr Tatra                | 31:09:28   | 2:38:42    |
| 10 3       | Pascal de Baar Renault              | 31:10:51   | 2:40:05    |

## Etappe 10: Belén-La Rioja
| Motoren | Quads | Auto's | Trucks | Totaal |
| ------- | ----- | ------ | ------ | ------ |
| 10      | 1     | 3      | 3      | 17     |

Štefan Svitko wist de etappe te winnen, terwijl Toby Price zijn positie wist te consolideren. Štefan Svitko wist bijna 6 minuten van de voorsprong af te halen. Paulo Gonçalves was de grote verliezer, hij kreeg na afloop van de etappe een flinke tijdstraf opgelegd. Bij de quads was het Brian Baragwanath die de etappe won, terwijl de gebroeders Patronelli een ruime voorsprong hebben op de concurrentie. Bij de auto's volgde Stéphane Peterhansel teamgenoot Carlos Sainz, tot die vast kwam te zitten in het zand. Door meer pech verloor Sainz uren. Zo kon hij de leiding heroveren en meteen een flinke voorsprong opbouwen. Bij de trucks heeft Gerard de Rooy zijn voorsprong nog verder uitgebreid tot meer dan een uur.

### Motoren
| Etappe | Etappe                      | Etappe  | Etappe   |
| Pos.   | Coureur                     | Tijd    | Verschil |
| ------ | --------------------------- | ------- | -------- |
| 1      | Štefan Svitko KTM           | 3:47:23 | -        |
| 2      | Kevin Benavides Honda       | 3:50:17 | 2:54     |
| 3      | Toby Price KTM              | 3:53:10 | 5:47     |
| 4      | Paulo Gonçalves Honda       | 3:53:24 | 6:01     |
| 5      | Antoine Méo KTM             | 3:55:06 | 7:43     |
| 6      | Pablo Quintanilla Husqvarna | 3:57:18 | 9:55     |
| 7      | Hélder Rodrigues Yamaha     | 3:59:24 | 12:01    |
| 8      | Ricky Brabec Honda          | 4:01:10 | 13:47    |
| 9      | Adrien van Beveren Yamaha   | 4:05:24 | 18:01    |
| 10     | Gerard Farrés Güell KTM     | 4:14:09 | 26:46    |

| Klassement | Klassement                  | Klassement | Klassement |
| Pos.       | Coureur                     | Tijd       | Verschil   |
| ---------- | --------------------------- | ---------- | ---------- |
| 1          | Toby Price KTM              | 34:49:04   | -          |
| 2          | Štefan Svitko KTM           | 35:12:16   | 23:12      |
| 3 1        | Pablo Quintanilla Husqvarna | 35:31:53   | 42:49      |
| 4 1        | Antoine Méo KTM             | 35:33:08   | 44:04      |
| 5 1        | Kevin Benavides Honda       | 35:34:14   | 45:10      |
| 6 1        | Hélder Rodrigues Yamaha     | 35:45:21   | 56:17      |
| 7 2        | Ricky Brabec Honda          | 36:01:12   | 1:12:08    |
| 8 5        | Paulo Gonçalves Honda       | 36:03:49   | 1:14:45    |
| 9 1        | Gerard Farrés Güell KTM     | 36:04:13   | 1:15:09    |
| 10         | Adrien van Beveren Yamaha   | 36:10:59   | 1:21:55    |

### Quads
| Etappe | Etappe                                 | Etappe  | Etappe   |
| Pos.   | Coureur                                | Tijd    | Verschil |
| ------ | -------------------------------------- | ------- | -------- |
| 1      | Brian Baragwanath Yamaha               | 4:53:30 | -        |
| 2      | Marcos Patronelli Yamaha               | 4:53:59 | 0:29     |
| 3      | Alejandro Martín Patronelli Yamaha     | 4:54:47 | 1:17     |
| 4      | Sergey Vasilyevich Karyakin Yamaha     | 5:11:12 | 17:42    |
| 5      | Lucas Bonetto Honda                    | 5:15:23 | 21:53    |
| 6      | Daniel Domaszewski Honda               | 5:16:37 | 23:07    |
| 7      | Walter Nosiglia Jager Honda            | 5:29:06 | 35:36    |
| 8      | Nelson Augusto Sanabria Galeano Yamaha | 5:29:37 | 36:07    |
| 9      | Jeremías González Ferioli Yamaha       | 5:35:35 | 42:05    |
| 10     | Pablo Sebastian Copetti Yamaha         | 5:36:12 | 42:42    |

| Klassement | Klassement                             | Klassement | Klassement |
| Pos.       | Coureur                                | Tijd       | Verschil   |
| ---------- | -------------------------------------- | ---------- | ---------- |
| 1          | Marcos Patronelli Yamaha               | 43:14:19   | -          |
| 2          | Alejandro Martín Patronelli Yamaha     | 43:15:53   | 1:34       |
| 3 1        | Jeremías González Ferioli Yamaha       | 44:49:02   | 1:34:43    |
| 4 1        | Sergey Vasilyevich Karyakin Yamaha     | 44:49:14   | 1:34:55    |
| 5 3        | Brian Baragwanath Yamaha               | 44:55:54   | 1:41:35    |
| 6          | Pablo Sebastian Copetti Yamaha         | 45:20:14   | 2:05:55    |
| 7 2        | Nelson Augusto Sanabria Galeano Yamaha | 45:46:20   | 2:32:01    |
| 8 2        | Walter Nosiglia Jager Honda            | 46:19:39   | 3:05:20    |
| 9 3        | Santiago Hansen Honda                  | 48:18:22   | 5:04:03    |
| 10 7       | Alexis Hernández Yamaha                | 48:37:43   | 5:23:24    |

### Auto's
| Etappe | Etappe                       | Etappe  | Etappe   |
| Pos.   | Coureur                      | Tijd    | Verschil |
| ------ | ---------------------------- | ------- | -------- |
| 1      | Stéphane Peterhansel Peugeot | 3:58:32 | -        |
| 2      | Cyril Despres Peugeot        | 4:04:12 | 5:40     |
| 3      | Vladimir Vasilyev Toyota     | 4:11:28 | 12:56    |
| 4      | Nani Roma Cararach Mini      | 4:13:05 | 14:33    |
| 5      | Sébastien Loeb Peugeot       | 4:16:12 | 17:40    |
| 6      | Giniel De Villiers Toyota    | 4:24:48 | 26:16    |
| 7      | Miroslav Zapletal Hummer     | 4:26:18 | 27:46    |
| 8      | Harry Hunt Mini              | 4:32:57 | 34:25    |
| 9      | Emiliano Spataro Renault     | 4:33:02 | 34:30    |
| 10     | Leeroy Poulter Toyota        | 4:36:08 | 37:36    |

| Klassement | Klassement                   | Klassement | Klassement |
| Pos.       | Coureur                      | Tijd       | Verschil   |
| ---------- | ---------------------------- | ---------- | ---------- |
| 1 1        | Stéphane Peterhansel Peugeot | 32:44:59   | -          |
| 2 1        | Nasser Saleh Al-Attiyah Mini | 33:44:59   | 1:00:00    |
| 3 2        | Giniel De Villiers Toyota    | 33:57:30   | 1:12:31    |
| 4          | Mikko Hirvonen Mini          | 34:08:50   | 1:23:51    |
| 5 2        | Leeroy Poulter Toyota        | 34:18:57   | 1:33:58    |
| 6 4        | Cyril Despres Peugeot        | 34:35:06   | 1:50:07    |
| 7 2        | Nani Roma Cararach Mini      | 34:35:24   | 1:50:25    |
| 8 3        | Vladimir Vasilyev Toyota     | 34:43:06   | 1:58:07    |
| 9 4        | Sébastien Loeb Peugeot       | 35:12:30   | 2:27:31    |
| 10 2       | Harry Hunt Mini              | 35:13:40   | 2:28:41    |

### Trucks
| Etappe | Etappe                            | Etappe  | Etappe   |
| Pos.   | Coureur                           | Tijd    | Verschil |
| ------ | --------------------------------- | ------- | -------- |
| 1      | Pascal de Baar Renault            | 4:51:41 | -        |
| 2      | Gerard de Rooy Iveco              | 4:54:17 | 2:36     |
| 3      | Ayrat Ilgizarovich Mardeev Kamaz  | 5:17:47 | 26:06    |
| 4      | Martin Kolomý Tatra               | 5:18:06 | 26:25    |
| 5      | Hans Stacey MAN                   | 5:19:06 | 27:25    |
| 6      | Artur Ardavichus Tatra            | 5:23:10 | 31:29    |
| 7      | Dmitry Sergeyevich Sotnikov Kamaz | 5:37:43 | 46:02    |
| 8      | Federico Villagra Iveco           | 5:45:40 | 53:59    |
| 9      | Aleksandr Vasilevski MAZ          | 5:45:42 | 54:01    |
| 10     | Maurik van den Heuvel Scania      | 5:53:11 | 1:01:30  |

| Klassement | Klassement                          | Klassement | Klassement |
| Pos.       | Coureur                             | Tijd       | Verschil   |
| ---------- | ----------------------------------- | ---------- | ---------- |
| 1          | Gerard de Rooy Iveco                | 33:25:03   | -          |
| 2 4        | Ayrat Ilgizarovich Mardeev Kamaz    | 34:40:22   | 1:15:19    |
| 3          | Federico Villagra Iveco             | 34:57:50   | 1:32:47    |
| 4 3        | Hans Stacey MAN                     | 35:14:00   | 1:48:57    |
| 5 1        | Ton van Genugten Iveco              | 35:41:58   | 2:16:55    |
| 6 4        | Pascal de Baar Renault              | 36:02:32   | 2:37:29    |
| 7 4        | Maurik van den Heuvel Scania        | 37:09:37   | 3:44:34    |
| 8 1        | Jaroslav Valtr Tatra                | 37:17:25   | 3:52:22    |
| 9 7        | Eduard Valentínovich Nikoláev Kamaz | 37:20:23   | 3:55:20    |
| 10 3       | Pep Vila Roca Iveco                 | 37:36:57   | 4:11:54    |

## Etappe 11: La Rioja-San Juan
| Motoren | Quads | Auto's | Trucks | Totaal |
| ------- | ----- | ------ | ------ | ------ |
| 3       | 7     | 9      | 1      | 20     |

Paulo Gonçalves moest opgeven na een olielekkage. Dit leidde ertoe dat Toby Price vrijwel zeker was van de eindoverwinning terwijl Antoine Méo de etappeoverwinning pakte. Bij de quads blijft het zeer spannend tussen de Patronelli broers, er zit slechts enkele secondes verschil tussen de 2. Bij de auto's was het Nasser Saleh Al-Attiyah die de snelste was. Nasser maakte daarmee wel tijd goed op Stéphane Peterhansel, maar met nog steeds meer dan 50 minuten voorsprong is het Peterhansel die de leiding in de rally nog steeds stevig in handen heeft. Bij de trucks veranderde er niet veel. Gerard de Rooy behield zijn geruime voorsprong met een 6e plaats.

### Motoren
| Etappe | Etappe                      | Etappe  | Etappe   |
| Pos.   | Coureur                     | Tijd    | Verschil |
| ------ | --------------------------- | ------- | -------- |
| 1      | Antoine Méo KTM             | 5:19:08 | -        |
| 2      | Toby Price KTM              | 5:19:26 | 0:18     |
| 3      | Pablo Quintanilla Husqvarna | 5:21:56 | 2:48     |
| 4      | Hélder Rodrigues Yamaha     | 5:25:10 | 6:02     |
| 5      | Adrien van Beveren Yamaha   | 5:31:17 | 12:09    |
| 6      | Kevin Benavides Honda       | 5:31:21 | 12:13    |
| 7      | Štefan Svitko KTM           | 5:31:37 | 12:29    |
| 8      | Ian Blythe KTM              | 5:40:36 | 21:28    |
| 9      | Jordi Viladoms KTM          | 5:44:37 | 25:29    |
| 10     | Gerard Farrés Güell KTM     | 5:46:15 | 27:07    |

| Klassement | Klassement                  | Klassement | Klassement |
| Pos.       | Coureur                     | Tijd       | Verschil   |
| ---------- | --------------------------- | ---------- | ---------- |
| 1          | Toby Price KTM              | 40:08:30   | -          |
| 2          | Štefan Svitko KTM           | 40:43:53   | 35:23      |
| 3 1        | Antoine Méo KTM             | 40:52:16   | 43:46      |
| 4 1        | Pablo Quintanilla Husqvarna | 40:53:49   | 45:19      |
| 5          | Kevin Benavides Honda       | 41:05:35   | 57:05      |
| 6          | Hélder Rodrigues Yamaha     | 41:10:31   | 1:02:01    |
| 7 3        | Adrien van Beveren Yamaha   | 41:42:16   | 1:33:46    |
| 8 1        | Ricky Brabec Honda          | 41:48:25   | 1:39:55    |
| 9          | Gerard Farrés Güell KTM     | 41:50:28   | 1:41:58    |
| 10 1       | Armand Monleón KTM          | 43:18:14   | 3:09:44    |

### Quads
| Etappe | Etappe                                 | Etappe  | Etappe   |
| Pos.   | Coureur                                | Tijd    | Verschil |
| ------ | -------------------------------------- | ------- | -------- |
| 1      | Alejandro Martín Patronelli Yamaha     | 6:20:15 | -        |
| 2      | Brian Baragwanath Yamaha               | 6:21:21 | 1:06     |
| 3      | Marcos Patronelli Yamaha               | 6:21:41 | 1:26     |
| 4      | Sergey Vasilyevich Karyakin Yamaha     | 6:38:04 | 17:49    |
| 5      | Jeremías González Ferioli Yamaha       | 6:49:11 | 28:56    |
| 6      | Nelson Augusto Sanabria Galeano Yamaha | 7:00:38 | 40:23    |
| 7      | Alexis Hernández Yamaha                | 7:10:33 | 50:18    |
| 8      | Sebastián Palma González Yamaha        | 7:29:33 | 1:09:18  |
| 9      | Camélia Liparoti Yamaha                | 7:39:10 | 1:18:55  |
| 10     | Santiago Hansen Honda                  | 7:43:10 | 1:22:55  |

| Klassement | Klassement                             | Klassement | Klassement |
| Pos.       | Coureur                                | Tijd       | Verschil   |
| ---------- | -------------------------------------- | ---------- | ---------- |
| 1          | Marcos Patronelli Yamaha               | 49:36:00   | -          |
| 2          | Alejandro Martín Patronelli Yamaha     | 49:36:08   | 0:08       |
| 3 2        | Brian Baragwanath Yamaha               | 51:17:15   | 1:41:15    |
| 4          | Sergey Vasilyevich Karyakin Yamaha     | 51:27:18   | 1:51:18    |
| 5 2        | Jeremías González Ferioli Yamaha       | 51:38:13   | 2:02:13    |
| 6 1        | Nelson Augusto Sanabria Galeano Yamaha | 52:46:58   | 3:10:58    |
| 7 1        | Walter Nosiglia Jager Honda            | 54:04:55   | 4:28:55    |
| 8 2        | Alexis Hernández Yamaha                | 55:48:16   | 6:12:16    |
| 9          | Santiago Hansen Honda                  | 56:01:32   | 6:25:32    |
| 10 2       | Sebastián Palma González Yamaha        | 57:25:46   | 7:49:46    |

### Auto's
| Etappe | Etappe                       | Etappe  | Etappe   |
| Pos.   | Coureur                      | Tijd    | Verschil |
| ------ | ---------------------------- | ------- | -------- |
| 1      | Nasser Saleh Al-Attiyah Mini | 4:49:16 | -        |
| 2      | Sébastien Loeb Peugeot       | 4:55:08 | 5:52     |
| 3      | Mikko Hirvonen Mini          | 4:56:17 | 7:01     |
| 4      | Stéphane Peterhansel Peugeot | 4:57:21 | 8:05     |
| 5      | Yazeed Al-Rajhi Toyota       | 5:01:13 | 11:57    |
| 6      | Nani Roma Cararach Mini      | 5:01:30 | 12:14    |
| 7      | Giniel De Villiers Toyota    | 5:02:14 | 12:58    |
| 8      | Cyril Despres Peugeot        | 5:04:07 | 14:51    |
| 9      | Leeroy Poulter Toyota        | 5:09:59 | 20:43    |
| 10     | Vladimir Vasilyev Toyota     | 5:10:45 | 21:29    |

| Klassement | Klassement                   | Klassement | Klassement |
| Pos.       | Coureur                      | Tijd       | Verschil   |
| ---------- | ---------------------------- | ---------- | ---------- |
| 1          | Stéphane Peterhansel Peugeot | 37:42:20   | -          |
| 2          | Nasser Saleh Al-Attiyah Mini | 38:34:15   | 51:55      |
| 3          | Giniel De Villiers Toyota    | 38:59:44   | 1:17:24    |
| 4          | Mikko Hirvonen Mini          | 39:05:07   | 1:22:47    |
| 5          | Leeroy Poulter Toyota        | 39:28:56   | 1:46:36    |
| 6 1        | Nani Roma Cararach Mini      | 39:36:54   | 1:54:34    |
| 7 1        | Cyril Despres Peugeot        | 39:39:13   | 1:56:53    |
| 8          | Vladimir Vasilyev Toyota     | 39:53:51   | 2:11:31    |
| 9          | Sébastien Loeb Peugeot       | 40:07:38   | 2:25:18    |
| 10         | Harry Hunt Mini              | 40:30:22   | 2:48:02    |

### Trucks
| Etappe | Etappe                              | Etappe  | Etappe   |
| Pos.   | Coureur                             | Tijd    | Verschil |
| ------ | ----------------------------------- | ------- | -------- |
| 1      | Eduard Valentínovich Nikoláev Kamaz | 5:31:37 | -        |
| 2      | Peter Versluis MAN                  | 5:36:39 | 5:02     |
| 3      | Ton van Genugten Iveco              | 5:37:13 | 5:36     |
| 4      | Ayrat Ilgizarovich Mardeev Kamaz    | 5:39:28 | 7:51     |
| 5      | Dmitry Sergeyevich Sotnikov Kamaz   | 5:41:15 | 9:38     |
| 6      | Gerard de Rooy Iveco                | 5:45:26 | 13:49    |
| 7      | Jaroslav Valtr Tatra                | 5:46:37 | 15:00    |
| 8      | Martin Kolomý Tatra                 | 5:46:47 | 15:10    |
| 9      | Federico Villagra Iveco             | 5:58:24 | 26:47    |
| 10     | Pascal de Baar Renault              | 6:05:05 | 33:28    |

| Klassement | Klassement                          | Klassement | Klassement |
| Pos.       | Coureur                             | Tijd       | Verschil   |
| ---------- | ----------------------------------- | ---------- | ---------- |
| 1          | Gerard de Rooy Iveco                | 39:10:29   | -          |
| 2          | Ayrat Ilgizarovich Mardeev Kamaz    | 40:19:50   | 1:09:21    |
| 3          | Federico Villagra Iveco             | 40:56:14   | 1:45:45    |
| 4 1        | Ton van Genugten Iveco              | 41:19:11   | 2:08:42    |
| 5 1        | Hans Stacey MAN                     | 41:41:32   | 2:31:03    |
| 6          | Pascal de Baar Renault              | 42:07:37   | 2:57:08    |
| 7 2        | Eduard Valentínovich Nikoláev Kamaz | 42:52:00   | 3:41:31    |
| 8          | Jaroslav Valtr Tatra                | 43:04:02   | 3:53:33    |
| 9 2        | Peter Versluis MAN                  | 43:17:56   | 4:07:27    |
| 10 2       | Dmitry Sergeyevich Sotnikov Kamaz   | 43:33:15   | 4:22:46    |

## Etappe 12: San Juan-Villa Carlos Paz
| Motoren | Quads | Auto's | Trucks | Totaal |
| ------- | ----- | ------ | ------ | ------ |
| 0       | 0     | 2      | 2      | 4      |

Hélder Rodrigues wist de etappe te winnen en in het klassement te stijgen naar een 5e plaats. Hij was in eerste instantie 4e, maar kreeg een tijdstraf van 3 minuten. Bij de quads wist Marcos Patronelli een paar minuten voorsprong op te bouwen op Alejandro. Sergey Vasilyevich Karyakin blijft 3e maar wel op een ruime achterstand. Bij de auto's was het Mikko Hirvonen die voor de 1e keer de snelste was, gevolgd door Nasser Saleh Al-Attiyah en Leeroy Poulter. Stéphane Peterhansel bleef solide rijden met een ruime voorsprong. Bij de trucks was een 5e plaats voor Gerard de Rooy genoeg.

### Motoren
| Etappe | Etappe                      | Etappe  | Etappe   |
| Pos.   | Coureur                     | Tijd    | Verschil |
| ------ | --------------------------- | ------- | -------- |
| 1      | Hélder Rodrigues Yamaha     | 6:00:24 | -        |
| 2      | Toby Price KTM              | 6:04:56 | 4:32     |
| 3      | Kevin Benavides Honda       | 6:05:19 | 4:55     |
| 4      | Štefan Svitko KTM           | 6:07:12 | 6:48     |
| 5      | Adrien van Beveren Yamaha   | 6:07:52 | 7:28     |
| 6      | Pablo Quintanilla Husqvarna | 6:12:47 | 12:23    |
| 7      | Armand Monleón KTM          | 6:15:39 | 15:15    |
| 8      | Gerard Farrés Güell KTM     | 6:17:28 | 17:04    |
| 9      | Olivier Pain KTM            | 6:18:00 | 17:36    |
| 10     | Jacopo Cerutti Husqvarna    | 6:18:53 | 18:29    |

| Klassement | Klassement                  | Klassement | Klassement |
| Pos.       | Coureur                     | Tijd       | Verschil   |
| ---------- | --------------------------- | ---------- | ---------- |
| 1          | Toby Price KTM              | 46:13:26   | -          |
| 2          | Štefan Svitko KTM           | 46:51:05   | 37:39      |
| 3 1        | Pablo Quintanilla Husqvarna | 47:06:36   | 53:10      |
| 4 1        | Kevin Benavides Honda       | 47:10:54   | 57:28      |
| 5 1        | Hélder Rodrigues Yamaha     | 47:10:55   | 57:29      |
| 6 3        | Antoine Méo KTM             | 47:26:16   | 1:12:50    |
| 7          | Adrien van Beveren Yamaha   | 47:50:08   | 1:36:42    |
| 8 1        | Gerard Farrés Güell KTM     | 48:07:56   | 1:54:30    |
| 9 1        | Ricky Brabec Honda          | 48:16:32   | 2:03:06    |
| 10         | Armand Monleón KTM          | 49:30:39   | 3:17:13    |

### Quads
| Etappe | Etappe                                 | Etappe  | Etappe   |
| Pos.   | Coureur                                | Tijd    | Verschil |
| ------ | -------------------------------------- | ------- | -------- |
| 1      | Marcos Patronelli Yamaha               | 6:48:46 | -        |
| 2      | Walter Nosiglia Jager Honda            | 6:48:55 | 0:09     |
| 3      | Sergey Vasilyevich Karyakin Yamaha     | 6:49:35 | 0:49     |
| 4      | Jeremías González Ferioli Yamaha       | 6:52:33 | 3:47     |
| 5      | Alejandro Martín Patronelli Yamaha     | 6:53:01 | 4:15     |
| 6      | Brian Baragwanath Yamaha               | 7:05:01 | 16:15    |
| 7      | Giuliano Horacio Giordana Yamaha       | 7:07:46 | 19:00    |
| 8      | Sebastián Palma González Yamaha        | 7:09:48 | 21:02    |
| 9      | Alexis Hernández Yamaha                | 7:09:56 | 21:10    |
| 10     | Nelson Augusto Sanabria Galeano Yamaha | 7:18:58 | 30:12    |

| Klassement | Klassement                             | Klassement | Klassement |
| Pos.       | Coureur                                | Tijd       | Verschil   |
| ---------- | -------------------------------------- | ---------- | ---------- |
| 1          | Marcos Patronelli Yamaha               | 56:24:46   | -          |
| 2          | Alejandro Martín Patronelli Yamaha     | 56:29:09   | 4:23       |
| 3 1        | Sergey Vasilyevich Karyakin Yamaha     | 58:16:53   | 1:52:07    |
| 4 1        | Brian Baragwanath Yamaha               | 58:22:16   | 1:57:30    |
| 5          | Jeremías González Ferioli Yamaha       | 58:30:46   | 2:06:00    |
| 6          | Nelson Augusto Sanabria Galeano Yamaha | 60:05:56   | 3:41:10    |
| 7          | Walter Nosiglia Jager Honda            | 60:53:50   | 4:29:04    |
| 8          | Alexis Hernández Yamaha                | 62:58:12   | 6:33:26    |
| 9 1        | Sebastián Palma González Yamaha        | 64:35:34   | 8:10:48    |
| 10 1       | Santiago Hansen Honda                  | 64:54:58   | 8:30:12    |

### Auto's
| Etappe | Etappe                       | Etappe  | Etappe   |
| Pos.   | Coureur                      | Tijd    | Verschil |
| ------ | ---------------------------- | ------- | -------- |
| 1      | Mikko Hirvonen Mini          | 5:34:17 | -        |
| 2      | Nasser Saleh Al-Attiyah Mini | 5:34:26 | 0:09     |
| 3      | Leeroy Poulter Toyota        | 5:35:02 | 0:45     |
| 4      | Giniel De Villiers Toyota    | 5:35:14 | 0:57     |
| 5      | Nani Roma Cararach Mini      | 5:37:26 | 3:09     |
| 6      | Vladimir Vasilyev Toyota     | 5:38:40 | 4:23     |
| 7      | Orlando Terranova Mini       | 5:40:17 | 6:00     |
| 8      | Stéphane Peterhansel Peugeot | 5:45:22 | 11:05    |
| 9      | Yazeed Al-Rajhi Toyota       | 5:46:07 | 11:50    |
| 10     | Jakub Przygoński Mini        | 5:47:02 | 12:45    |

| Klassement | Klassement                   | Klassement | Klassement |
| Pos.       | Coureur                      | Tijd       | Verschil   |
| ---------- | ---------------------------- | ---------- | ---------- |
| 1          | Stéphane Peterhansel Peugeot | 43:27:42   | -          |
| 2          | Nasser Saleh Al-Attiyah Mini | 44:08:41   | 40:59      |
| 3          | Giniel De Villiers Toyota    | 44:34:58   | 1:07:16    |
| 4          | Mikko Hirvonen Mini          | 44:39:24   | 1:11:42    |
| 5          | Leeroy Poulter Toyota        | 45:03:58   | 1:36:16    |
| 6          | Nani Roma Cararach Mini      | 45:14:20   | 1:46:38    |
| 7          | Cyril Despres Peugeot        | 45:26:47   | 1:59:05    |
| 8          | Vladimir Vasilyev Toyota     | 45:32:31   | 2:04:49    |
| 9          | Sébastien Loeb Peugeot       | 45:57:28   | 2:29:46    |
| 10         | Harry Hunt Mini              | 46:36:40   | 3:08:58    |

### Trucks
| Etappe | Etappe                              | Etappe  | Etappe   |
| Pos.   | Coureur                             | Tijd    | Verschil |
| ------ | ----------------------------------- | ------- | -------- |
| 1      | Peter Versluis MAN                  | 3:14:06 | -        |
| 2      | Federico Villagra Iveco             | 3:17:20 | 3:14     |
| 3      | Hans Stacey MAN                     | 3:17:24 | 3:18     |
| 4      | Jaroslav Valtr Tatra                | 3:19:07 | 5:01     |
| 5      | Gerard de Rooy Iveco                | 3:19:30 | 5:24     |
| 6      | Pascal de Baar Renault              | 3:20:26 | 6:20     |
| 6      | Artur Ardavichus Tatra              | 3:20:26 | 6:20     |
| 8      | Eduard Valentínovich Nikoláev Kamaz | 3:21:10 | 7:04     |
| 9      | Martin Kolomý Tatra                 | 3:22:55 | 8:49     |
| 10     | Ayrat Ilgizarovich Mardeev Kamaz    | 3:23:19 | 9:13     |

| Klassement | Klassement                          | Klassement | Klassement |
| Pos.       | Coureur                             | Tijd       | Verschil   |
| ---------- | ----------------------------------- | ---------- | ---------- |
| 1          | Gerard de Rooy Iveco                | 42:29:59   | -          |
| 2          | Ayrat Ilgizarovich Mardeev Kamaz    | 43:43:09   | 1:13:10    |
| 3          | Federico Villagra Iveco             | 44:13:34   | 1:43:35    |
| 4          | Ton van Genugten Iveco              | 44:47:09   | 2:17:10    |
| 5          | Hans Stacey MAN                     | 44:58:56   | 2:28:57    |
| 6          | Pascal de Baar Renault              | 45:28:03   | 2:58:04    |
| 7          | Eduard Valentínovich Nikoláev Kamaz | 46:13:10   | 3:43:11    |
| 8          | Jaroslav Valtr Tatra                | 46:23:09   | 3:53:10    |
| 9          | Peter Versluis MAN                  | 46:32:02   | 4:02:03    |
| 10 1       | Pep Vila Roca Iveco                 | 47:08:54   | 4:38:55    |

## Etappe 13: Villa Carlos Paz-Rosario
| Motoren | Quads | Auto's | Trucks | Totaal |
| ------- | ----- | ------ | ------ | ------ |
| 0       | 0     | 0      | 0      | 0      |

De laatste etappe zorgde niet meer voor verrassingen of grote verschuivingen in het klassement. Bij de quads wist Brian Baragwanath met een etappeoverwinning nog de 3e plaats te veroveren. Bij de auto's won Sébastien Loeb de etappe, voor de 4e keer deze editie.

### Motoren
| Etappe | Etappe                      | Etappe  | Etappe   |
| Pos.   | Coureur                     | Tijd    | Verschil |
| ------ | --------------------------- | ------- | -------- |
| 1      | Pablo Quintanilla Husqvarna | 1:51:27 | -        |
| 2      | Kevin Benavides Honda       | 1:53:08 | 1:41     |
| 3      | Hélder Rodrigues Yamaha     | 1:54:04 | 2:37     |
| 4      | Toby Price KTM              | 1:55:49 | 4:22     |
| 5      | Štefan Svitko KTM           | 1:57:51 | 6:24     |
| 6      | Gerard Farrés Güell KTM     | 2:02:19 | 10:52    |
| 7      | Iván Cervantes Montero KTM  | 2:03:17 | 11:50    |
| 8      | Ricky Brabec Honda          | 2:04:10 | 12:43    |
| 9      | Adrien van Beveren Yamaha   | 2:05:36 | 14:09    |
| 10     | Mario Patrao KTM            | 2:06:10 | 14:43    |

| Klassement | Klassement                  | Klassement | Klassement |
| Pos.       | Coureur                     | Tijd       | Verschil   |
| ---------- | --------------------------- | ---------- | ---------- |
| 1          | Toby Price KTM              | 48:09:15   | -          |
| 2          | Štefan Svitko KTM           | 48:48:56   | 39:41      |
| 3          | Pablo Quintanilla Husqvarna | 48:58:03   | 48:48      |
| 4          | Kevin Benavides Honda       | 49:04:02   | 54:47      |
| 5          | Hélder Rodrigues Yamaha     | 49:04:59   | 55:44      |
| 6 1        | Adrien van Beveren Yamaha   | 49:55:44   | 1:46:29    |
| 7 1        | Antoine Méo KTM             | 50:06:02   | 1:56:47    |
| 8          | Gerard Farrés Güell KTM     | 50:10:15   | 2:01:00    |
| 9          | Ricky Brabec Honda          | 50:20:42   | 2:11:27    |
| 10         | Armand Monleón KTM          | 51:37:04   | 3:27:49    |

### Quads
| Etappe | Etappe                             | Etappe  | Etappe   |
| Pos.   | Coureur                            | Tijd    | Verschil |
| ------ | ---------------------------------- | ------- | -------- |
| 1      | Brian Baragwanath Yamaha           | 2:07:18 | -        |
| 2      | Giuliano Horacio Giordana Yamaha   | 2:15:02 | 7:44     |
| 3      | Sergey Vasilyevich Karyakin Yamaha | 2:15:13 | 7:55     |
| 4      | Jeremías González Ferioli Yamaha   | 2:19:03 | 11:45    |
| 5      | Walter Nosiglia Jager Honda        | 2:20:01 | 12:43    |
| 6      | Marcos Patronelli Yamaha           | 2:22:55 | 15:37    |
| 7      | Alexis Hernández Yamaha            | 2:23:13 | 15:55    |
| 8      | Alejandro Martín Patronelli Yamaha | 2:23:55 | 16:37    |
| 9      | Camélia Liparoti Yamaha            | 2:26:15 | 18:57    |
| 10     | Sebastián Palma González Yamaha    | 2:27:40 | 20:22    |

| Klassement | Klassement                             | Klassement | Klassement |
| Pos.       | Coureur                                | Tijd       | Verschil   |
| ---------- | -------------------------------------- | ---------- | ---------- |
| 1          | Marcos Patronelli Yamaha               | 58:47:41   | -          |
| 2          | Alejandro Martín Patronelli Yamaha     | 58:53:04   | 5:23       |
| 3 1        | Brian Baragwanath Yamaha               | 60:29:34   | 1:41:53    |
| 4 1        | Sergey Vasilyevich Karyakin Yamaha     | 60:32:06   | 1:44:25    |
| 5          | Jeremías González Ferioli Yamaha       | 60:49:49   | 2:02:08    |
| 6 1        | Walter Nosiglia Jager Honda            | 63:13:51   | 4:26:10    |
| 7 1        | Nelson Augusto Sanabria Galeano Yamaha | 63:36:40   | 4:48:59    |
| 8          | Alexis Hernández Yamaha                | 65:21:25   | 6:33:44    |
| 9          | Sebastián Palma González Yamaha        | 67:03:14   | 8:15:33    |
| 10         | Santiago Hansen Honda                  | 67:29:04   | 8:41:23    |

### Auto's
| Etappe | Etappe                       | Etappe  | Etappe   |
| Pos.   | Coureur                      | Tijd    | Verschil |
| ------ | ---------------------------- | ------- | -------- |
| 1      | Sébastien Loeb Peugeot       | 1:46:51 | -        |
| 2      | Mikko Hirvonen Mini          | 1:48:04 | 1:13     |
| 3      | Nasser Saleh Al-Attiyah Mini | 1:48:27 | 1:36     |
| 3      | Cyril Despres Peugeot        | 1:48:27 | 1:36     |
| 5      | Leeroy Poulter Toyota        | 1:48:55 | 2:04     |
| 6      | Nani Roma Cararach Mini      | 1:48:56 | 2:05     |
| 7      | Orlando Terranova Mini       | 1:49:30 | 2:39     |
| 8      | Giniel De Villiers Toyota    | 1:49:59 | 3:08     |
| 9      | Vladimir Vasilyev Toyota     | 1:51:24 | 4:33     |
| 10     | Erik van Loon Mini           | 1:52:10 | 5:19     |

| Klassement | Klassement                   | Klassement | Klassement |
| Pos.       | Coureur                      | Tijd       | Verschil   |
| ---------- | ---------------------------- | ---------- | ---------- |
| 1          | Stéphane Peterhansel Peugeot | 45:22:10   | -          |
| 2          | Nasser Saleh Al-Attiyah Mini | 45:57:08   | 34:58      |
| 3          | Giniel De Villiers Toyota    | 46:24:57   | 1:02:47    |
| 4          | Mikko Hirvonen Mini          | 46:27:28   | 1:05:18    |
| 5          | Leeroy Poulter Toyota        | 46:52:53   | 1:30:43    |
| 6          | Nani Roma Cararach Mini      | 47:03:16   | 1:41:06    |
| 7          | Cyril Despres Peugeot        | 47:15:14   | 1:53:04    |
| 8          | Vladimir Vasilyev Toyota     | 47:23:55   | 2:01:45    |
| 9          | Sébastien Loeb Peugeot       | 47:44:19   | 2:22:09    |
| 10         | Harry Hunt Mini              | 48:33:40   | 3:11:30    |

### Trucks
| Etappe | Etappe                              | Etappe  | Etappe   |
| Pos.   | Coureur                             | Tijd    | Verschil |
| ------ | ----------------------------------- | ------- | -------- |
| 1      | Hans Stacey MAN                     | 2:06:08 | -        |
| 2      | Peter Versluis MAN                  | 2:07:53 | 1:45     |
| 3      | Eduard Valentínovich Nikoláev Kamaz | 2:08:16 | 2:08     |
| 4      | Martin Kolomý Tatra                 | 2:09:00 | 2:52     |
| 5      | Ayrat Ilgizarovich Mardeev Kamaz    | 2:09:21 | 3:13     |
| 6      | Federico Villagra Iveco             | 2:09:24 | 3:16     |
| 7      | Gerard de Rooy Iveco                | 2:12:04 | 5:56     |
| 8      | Jaroslav Valtr Tatra                | 2:13:24 | 7:16     |
| 9      | Dmitry Sergeyevich Sotnikov Kamaz   | 2:13:29 | 7:21     |
| 10     | Martin Macík Jr. Liaz               | 2:13:42 | 7:34     |

| Klassement | Klassement                          | Klassement | Klassement |
| Pos.       | Coureur                             | Tijd       | Verschil   |
| ---------- | ----------------------------------- | ---------- | ---------- |
| 1          | Gerard de Rooy Iveco                | 44:42:03   | -          |
| 2          | Ayrat Ilgizarovich Mardeev Kamaz    | 45:52:30   | 1:10:27    |
| 3          | Federico Villagra Iveco             | 46:22:58   | 1:40:55    |
| 4 1        | Hans Stacey MAN                     | 47:05:04   | 2:23:01    |
| 5 1        | Ton van Genugten Iveco              | 47:13:02   | 2:30:59    |
| 6          | Pascal de Baar Renault              | 47:46:10   | 3:04:07    |
| 7          | Eduard Valentínovich Nikoláev Kamaz | 48:21:26   | 3:39:23    |
| 8          | Jaroslav Valtr Tatra                | 48:36:33   | 3:54:30    |
| 9          | Peter Versluis MAN                  | 48:39:55   | 3:57:52    |
| 10         | Pep Vila Roca Iveco                 | 49:37:07   | 4:55:04    |

## Uitslagen

### Etappewinnaars en Klassementsleiders
| Etappe | Motoren                      | Motoren                 | Quads                              | Quads                              | Auto's                       | Auto's                       | Trucks                              | Trucks                  |
| Etappe | Etappewinnaar                | Klassementsleider       | Etappewinnaar                      | Klassementsleider                  | Etappewinnaar                | Klassementsleider            | Etappewinnaar                       | Klassementsleider       |
| ------ | ---------------------------- | ----------------------- | ---------------------------------- | ---------------------------------- | ---------------------------- | ---------------------------- | ----------------------------------- | ----------------------- |
| P      | Joan Barreda Bort Honda      | Joan Barreda Bort Honda | Ignacio Nicolás Casale Yamaha      | Ignacio Nicolás Casale Yamaha      | Bernhard ten Brinke Toyota   | Bernhard ten Brinke Toyota   | Geneutraliseerd                     | Nog geen klassement     |
| 1      | Afgelast vanwege slecht weer | Joan Barreda Bort Honda | Afgelast vanwege slecht weer       | Ignacio Nicolás Casale Yamaha      | Afgelast vanwege slecht weer | Bernhard ten Brinke Toyota   | Afgelast vanwege slecht weer        | Nog geen klassement     |
| 2      | Toby Price KTM               | Toby Price KTM          | Ignacio Nicolás Casale Yamaha      | Ignacio Nicolás Casale Yamaha      | Sébastien Loeb Peugeot       | Sébastien Loeb Peugeot       | Peter Versluis MAN                  | Peter Versluis MAN      |
| 3      | Kevin Benavides Honda        | Štefan Svitko KTM       | Brian Baragwanath Yamaha           | Ignacio Nicolás Casale Yamaha      | Sébastien Loeb Peugeot       | Sébastien Loeb Peugeot       | Martin Kolomý Tatra                 | Hans Stacey MAN         |
| 4      | Paulo Gonçalves Honda        | Paulo Gonçalves Honda   | Juan Carlos Carignani Yamaha       | Ignacio Nicolás Casale Yamaha      | Stéphane Peterhansel Peugeot | Sébastien Loeb Peugeot       | Gerard de Rooy Iveco                | Peter Versluis MAN      |
| 5      | Toby Price KTM               | Paulo Gonçalves Honda   | Alexis Hernández Yamaha            | Sergey Vasilyevich Karyakin Yamaha | Sébastien Loeb Peugeot       | Sébastien Loeb Peugeot       | Eduard Valentínovich Nikoláev Kamaz | Federico Villagra Iveco |
| 6      | Toby Price KTM               | Paulo Gonçalves Honda   | Marcos Patronelli Yamaha           | Alejandro Martín Patronelli Yamaha | Stéphane Peterhansel Peugeot | Stéphane Peterhansel Peugeot | Hans Stacey MAN                     | Hans Stacey MAN         |
| 7      | Antoine Méo KTM              | Paulo Gonçalves Honda   | Sergey Vasilyevich Karyakin Yamaha | Alejandro Martín Patronelli Yamaha | Carlos Sainz Peugeot         | Sébastien Loeb Peugeot       | Eduard Valentínovich Nikoláev Kamaz | Peter Versluis MAN      |
| 8      | Toby Price KTM               | Toby Price KTM          | Marcos Patronelli Yamaha           | Marcos Patronelli Yamaha           | Nasser Saleh Al-Attiyah Mini | Stéphane Peterhansel Peugeot | Gerard de Rooy Iveco                | Gerard de Rooy Iveco    |
| 9      | Toby Price KTM               | Toby Price KTM          | Pablo Sebastian Copetti Yamaha     | Marcos Patronelli Yamaha           | Carlos Sainz Peugeot         | Carlos Sainz Peugeot         | Gerard de Rooy Iveco                | Gerard de Rooy Iveco    |
| 10     | Štefan Svitko KTM            | Toby Price KTM          | Brian Baragwanath Yamaha           | Marcos Patronelli Yamaha           | Stéphane Peterhansel Peugeot | Stéphane Peterhansel Peugeot | Pascal de Baar Renault              | Gerard de Rooy Iveco    |
| 11     | Antoine Méo KTM              | Toby Price KTM          | Alejandro Martín Patronelli Yamaha | Marcos Patronelli Yamaha           | Nasser Saleh Al-Attiyah Mini | Stéphane Peterhansel Peugeot | Eduard Valentínovich Nikoláev Kamaz | Gerard de Rooy Iveco    |
| 12     | Hélder Rodrigues Yamaha      | Toby Price KTM          | Marcos Patronelli Yamaha           | Marcos Patronelli Yamaha           | Mikko Hirvonen Mini          | Stéphane Peterhansel Peugeot | Peter Versluis MAN                  | Gerard de Rooy Iveco    |
| 13     | Pablo Quintanilla Husqvarna  | Toby Price KTM          | Brian Baragwanath Yamaha           | Marcos Patronelli Yamaha           | Sébastien Loeb Peugeot       | Stéphane Peterhansel Peugeot | Hans Stacey MAN                     | Gerard de Rooy Iveco    |

### Eindklassement
| Motoren                        | Motoren                                        | Motoren  | Motoren  | Quads  | Quads                                                                 | Quads                                                         | Quads    | Auto's   | Auto's                                                           | Auto's                                                             | Auto's   | Trucks   | Trucks                                                                                | Trucks   | Trucks   |
| Pos.                           | Coureur                                        | Tijd     | Verschil | Pos.   | Coureur                                                               | Tijd                                                          | Verschil | Pos.     | Coureur                                                          | Tijd                                                               | Verschil | Pos.     | Coureur                                                                               | Tijd     | Verschil |
| ------------------------------ | ---------------------------------------------- | -------- | -------- | ------ | --------------------------------------------------------------------- | ------------------------------------------------------------- | -------- | -------- | ---------------------------------------------------------------- | ------------------------------------------------------------------ | -------- | -------- | ------------------------------------------------------------------------------------- | -------- | -------- |
| Goud                           | Toby Price KTM 450 Rally Replica               | 48:09:15 | -        | Goud   | Marcos Patronelli Yamaha Raptor 700R                                  | 58:47:41                                                      | -        | Goud     | Stéphane Peterhansel Jean-Paul Cottret Peugeot 2008 DKR          | 45:22:10                                                           | -        | Goud     | Gerard de Rooy Moisès Torrallardona Dariusz Rodewald Iveco Powerstar Torpedo          | 44:42:03 | -        |
| Zilver                         | Štefan Svitko KTM 450 Rally Replica            | 48:48:56 | 00:39:41 | Zilver | Alejandro Martín Patronelli Yamaha Raptor 700R                        | 58:53:04                                                      | 00:05:23 | Zilver   | Nasser Saleh Al-Attiyah Matthieu Baumel Mini All4 Racing         | 45:57:08                                                           | 00:34:58 | Zilver   | Ayrat Ilgizarovich Mardeev Aydar Belyaev Raisovich Dmitriy Svistunov Kamaz 4326-9     | 45:52:30 | 01:10:27 |
| Brons                          | Pablo Quintanilla Husqvarna 450 Rally          | 48:58:03 | 00:48:48 | Brons  | Brian Baragwanath Yamaha Raptor 700                                   | 60:29:34                                                      | 01:41:53 | Brons    | Giniel De Villiers Dirk von Zitzewitz Toyota Hilux               | 46:24:57                                                           | 01:02:47 | Brons    | Federico Villagra Jorge Pérez Companc Andrés Memi Iveco Powerstar Torpedo             | 46:22:58 | 01:40:55 |
| 4                              | Kevin Benavides Honda CRF 450 Rally            | 49:04:02 | 00:54:47 | 4      | Sergey Vasilyevich Karyakin Yamaha Raptor 700R                        | 60:32:06                                                      | 01:44:25 | 4        | Mikko Hirvonen Michel Périn Mini All4 Racing                     | 46:27:28                                                           | 01:05:18 | 4        | Hans Stacey Serge Bruynkens Jan van der Vaet MAN TGA                                  | 47:05:04 | 02:23:01 |
| 5                              | Hélder Rodrigues Yamaha WRF 450                | 49:04:59 | 00:55:44 | 5      | Jeremías González Ferioli Yamaha Raptor 700                           | 60:49:49                                                      | 02:02:08 | 5        | Leeroy Poulter Robert Howie Toyota Hilux                         | 46:52:53                                                           | 01:30:43 | 5        | Ton van Genugten Anton van Limpt Peter van Eerd Iveco Trakker                         | 47:13:02 | 02:30:59 |
| 6                              | Adrien van Beveren Yamaha WRF 450              | 49:55:44 | 01:46:29 | 6      | Walter Nosiglia Jager Honda TRX 700XX                                 | 63:13:51                                                      | 04:26:10 | 6        | Nani Roma Cararach Alex Haro Bravo Mini All4 Racing              | 47:03:16                                                           | 01:41:06 | 6        | Pascal de Baar Martin Roesink Wouter de Graaff Renault K520                           | 47:46:10 | 03:04:07 |
| 7                              | Antoine Méo KTM 450 Rally Replica              | 50:06:02 | 01:56:47 | 7      | Nelson Augusto Sanabria Galeano Yamaha Raptor 700R                    | 63:36:40                                                      | 04:48:59 | 7        | Cyril Despres David Castera Peugeot 2008 DKR                     | 47:15:14                                                           | 01:53:04 | 7        | Eduard Valentínovich Nikoláev Evgeny Yakovlev Vladimir Yuryevich Rybakov Kamaz 4326-9 | 48:21:26 | 03:39:23 |
| 8                              | Gerard Farrés Güell KTM 450 Rally              | 50:10:15 | 02:01:00 | 8      | Alexis Hernández Yamaha Raptor 700R                                   | 65:21:25                                                      | 06:33:44 | 8        | Vladimir Vasilyev Konstantin Vladimirovich Zhiltsov Toyota Hilux | 47:23:55                                                           | 02:01:45 | 8        | Jaroslav Valtr Josef Kalina Jiří Stross Tatra Phœnix                                  | 48:36:33 | 03:54:30 |
| 9                              | Ricky Brabec Honda CRF 450 Rally               | 50:20:42 | 02:11:27 | 9      | Sebastián Palma González Yamaha Raptor 700                            | 67:03:14                                                      | 08:15:33 | 9        | Sébastien Loeb Daniel Elena Peugeot 2008 DKR                     | 47:44:19                                                           | 02:22:09 | 9        | Peter Versluis Marcel Pronk Artur Klein MAN TGS 480                                   | 48:39:55 | 03:57:52 |
| 10                             | Armand Monleón KTM 450 Rally Replica           | 51:37:04 | 03:27:49 | 10     | Santiago Hansen Honda TRX 700XX                                       | 67:29:04                                                      | 08:41:23 | 10       | Harry Hunt Andreas Schulz Mini All4 Racing                       | 48:33:40                                                           | 03:11:30 | 10       | Pep Vila Roca Xavi Colomé Roqueta Marc Torres Sala Iveco Trakker                      | 49:37:07 | 04:55:04 |
| Nederlanders buiten de top 10: |                                                |          |          |        |                                                                       |                                                               |          |          |                                                                  |                                                                    |          |          |                                                                                       |          |          |
| 19                             | Frans Verhoeven Yamaha YZF 450 Rally           | 53:28:43 | 05:19:28 |        | 13                                                                    | Erik van Loon Wouter Rosegaar Mini All4 Racing                | 50:44:23 | 05:22:13 | 12                                                               | Maurik van den Heuvel Wilko van Oort Peter Kuijpers Scania Torpedo | 49:57:44 | 05:15:41 |                                                                                       |          |          |
| 23                             | Hans Vogels KTM 450 Rally Replica              | 54:28:59 | 06:19:44 | 35     | Tim Coronel Suzuki Swift GL                                           | 65:26:52                                                      | 20:04:42 | 18       | Marcel Huigevoort Coen Donkers Frans van Zutven MAN TGS 480      | 53:36:47                                                           | 08:54:44 |          |                                                                                       |          |          |
| 28                             | Robert van Pelt jr. Husqvarna FR 450           | 56:34:45 | 08:25:30 | 50     | Maik Willems Robert van Pelt Toyota Hilux                             | 72:43:07                                                      | 27:20:57 | 20       | Adwin Hoondert Wilko Hoefnagels Jac Gillis DAF CF 75             | 57:12:01                                                           | 12:29:58 |          |                                                                                       |          |          |
| 31                             | Jurgen van den Goorbergh KTM 450 Rally Replica | 56:52:06 | 08:42:51 | 54     | Peter Merceij Peter Erren Toyota Hilux                                | 77:04:30                                                      | 31:42:20 | 22       | Gerrit van Werven Gerrit Zuurmond Klaas Kwakkel DAF FAV 75       | 59:18:59                                                           | 14:36:56 |          |                                                                                       |          |          |
| 35                             | Jan van Gerven KTM 450 Rally Replica           | 58:25:07 | 10:15:52 |        | 23                                                                    | Aart Schoones Gert Jan Schoones Enrico van der Donk DAF CF 85 | 59:37:05 | 14:55:02 |                                                                  |                                                                    |          |          |                                                                                       |          |          |
| 40                             | Maikel Verkade Honda CRF 450 Dakar X           | 60:20:19 | 12:11:04 | 24     | Vick Versteijnen Marius van der Sande Frank van Weerdenburg DAF CF 85 | 60:08:04                                                      | 15:26:01 |          |                                                                  |                                                                    |          |          |                                                                                       |          |          |
| 49                             | Sjaak Martens Husqvarna 450 Rally Replica      | 63:22:34 | 15:13:19 | 26     | Jan van de Laar Ben van de Laar Adolph Huijgens DAF FAV 85            | 63:48:19                                                      | 19:06:16 |          |                                                                  |                                                                    |          |          |                                                                                       |          |          |
| 51                             | Sjors van Heertum KTM 450 Rally Replica        | 63:46:28 | 15:37:13 | 32     | Frank Tilburgs Gijsbert van Uden Hans van Limpt DAF TE 85 XC          | 70:00:03                                                      | 25:18:00 |          |                                                                  |                                                                    |          |          |                                                                                       |          |          |
| 52                             | Jasper Riezebos KTM 450 Rally Replica          | 64:21:39 | 16:12:24 | 34     | Ed Wigman Joel Ebbers Richard de Groot GINAF X2223                    | 74:01:38                                                      | 29:19:35 |          |                                                                  |                                                                    |          |          |                                                                                       |          |          |
| 54                             | David Wijnhoven KTM 450 Rally Replica          | 64:41:41 | 16:32:26 | 37     | Kornelis Offringa Thomas de Bois Mercedes-Benz Unimog                 | 79:14:52                                                      | 34:32:49 |          |                                                                  |                                                                    |          |          |                                                                                       |          |          |
| 58                             | Rob Smits Honda CRF 450 Dakar X                | 66:45:41 | 18:36:26 | 38     | Aad van Velsen Sebastiaan Haverkamp Johannes Schotanus GINAF X2222    | 82:51:49                                                      | 38:09:46 |          |                                                                  |                                                                    |          |          |                                                                                       |          |          |
| 61                             | Marco van Geel KTM 450 Rally                   | 67:27:07 | 19:17:52 |        |                                                                       |                                                               |          |          |                                                                  |                                                                    |          |          |                                                                                       |          |          |
| 74                             | Caspar van Heertum KTM 450 Rally               | 74:18:27 | 26:09:12 |        |                                                                       |                                                               |          |          |                                                                  |                                                                    |          |          |                                                                                       |          |          |
| 75                             | Hans-Jos Liefhebber KTM Rally                  | 74:29:52 | 26:20:37 |        |                                                                       |                                                               |          |          |                                                                  |                                                                    |          |          |                                                                                       |          |          |

#### Alternatieve Klassementen
| Marathon Motoren              | Marathon Motoren                                      | Marathon Motoren | Marathon Motoren | Malle-Moto Motoren | Malle-Moto Motoren                             | Malle-Moto Motoren | Malle-Moto Motoren | C Trucks | C Trucks                                              | C Trucks | C Trucks |
| Pos.                          | Coureur                                               | Tijd             | Verschil         | Pos.               | Coureur                                        | Tijd               | Verschil           | Pos.     | Coureur                                               | Tijd     | Verschil |
| ----------------------------- | ----------------------------------------------------- | ---------------- | ---------------- | ------------------ | ---------------------------------------------- | ------------------ | ------------------ | -------- | ----------------------------------------------------- | -------- | -------- |
| Goud                          | Mario Patrao KTM 450 Rally                            | 52:23:47         | -                | Goud               | Jurgen van den Goorbergh KTM 450 Rally Replica | 56:52:06           | -                  | Goud     | Teruhito Sugawara Hiroyuki Sugiura Hino 500 Series    | 50:32:31 | -        |
| Zilver                        | Emanuel Gyenes KTM 450 Rally Replica                  | 52:28:03         | 00:04:16         | Zilver             | José Julián Kozac Yamaha WRF 450               | 60:34:19           | 03:42:13           | Zilver   | Yoshimasa Sugawara Mitsugu Takahashi Hino 500 Series  | 69:55:07 | 19:22:36 |
| Brons                         | Robert van Pelt jr. Husqvarna FR 450                  | 56:34:45         | 04:10:58         | Brons              | Manuel Lucchese Yamaha WRF 450                 | 61:18:02           | 04:25:56           | Brons    | Kornelis Offringa Thomas de Bois Mercedes-Benz Unimog | 79:14:52 | 18:42:21 |
| 4                             | Nicolás Alberto Cardona Vagnoni KTM 450 Rally Replica | 56:35:26         | 04:11:39         | 4                  | Toia Diocleziano KTM 450 Rally                 | 62:59:55           | 06:07:49           |          |                                                       |          |          |
| 5                             | Jurgen van den Goorbergh KTM 450 Rally Replica        | 56:52:06         | 04:28:19         | 5                  | Jasper Riezebos KTM 450 Rally Replica          | 64:21:39           | 07:29:33           |          |                                                       |          |          |
| Nederlanders buiten de top 5: |                                                       |                  |                  |                    |                                                |                    |                    |          |                                                       |          |          |
| 12                            | Jasper Riezebos KTM 450 Rally Replica                 | 64:21:39         | 11:57:52         |                    |                                                |                    |                    |          |                                                       |          |          |

| T2 Auto's                     | T2 Auto's                                                          | T2 Auto's | T2 Auto's | T3 Auto's | T3 Auto's                                                         | T3 Auto's | T3 Auto's | 2RM Auto's | 2RM Auto's                                              | 2RM Auto's | 2RM Auto's |
| Pos.                          | Coureur                                                            | Tijd      | Verschil  | Pos.      | Coureur                                                           | Tijd      | Verschil  | Pos.       | Coureur                                                 | Tijd       | Verschil   |
| ----------------------------- | ------------------------------------------------------------------ | --------- | --------- | --------- | ----------------------------------------------------------------- | --------- | --------- | ---------- | ------------------------------------------------------- | ---------- | ---------- |
| Goud                          | Nicolas Gibon Jean-Pierre Garcin Toyota Land Cruiser VDJ 200       | 63:09:06  | -         | Goud      | Tim Coronel Suzuki Swift GL                                       | 65:26:52  | -         | Goud       | Stéphane Peterhansel Jean-Paul Cottret Peugeot 2008 DKR | 45:22:10   | -          |
| Zilver                        | Xavier Foj Ignacio Santamaría Toyota Land Cruiser 150              | 63:52:55  | 00:43:49  | Zilver    | Rubén Gracia Diego Vallejo Folgueira Mitsubishi Montero           | 68:56:35  | 03:29:43  | Zilver     | Cyril Despres David Castera Peugeot 2008 DKR            | 47:15:14   | 01:53:04   |
| Brons                         | Yasir Hamad Seaidan Sébastien Delaunay Toyota Land Cruiser VDJ 200 | 67:12:53  | 04:03:47  | Brons     | Alberto Rodrigo Gutiérrez Fleig Joan Rubí Montserrat Toyota Hilux | 70:07:32  | 04:40:40  | Brons      | Sébastien Loeb Daniel Elena Peugeot 2008 DKR            | 47:44:19   | 02:22:09   |
| 4                             | Patrick Sireyjol François-Xavier Béguin Toyota Land Cruiser        | 71:06:02  | 07:56:56  | 4         | Michele Cinotto Maurizio Dominella Polaris RZR 1000 XP            | 70:15:30  | 04:48:38  | 4          | Mark Corbett Juan Mohr Century Racing CR5               | 52:37:54   | 07:15:44   |
| 5                             | Akira Miura Laurent Lichtleuchter Toyota Land Cruiser VDJ 200      | 71:10:20  | 08:01:14  | 5         | Juan Carlos Vallejo Leonardo Baronio Volkswagen Amarok            | 76:29:54  | 11:03:02  | 5          | Romain Dumas François Borsotto Peugeot 2008 DKR         | 53:34:13   | 08:12:03   |
| Nederlanders buiten de top 5: |                                                                    |           |           |           |                                                                   |           |           |            |                                                         |            |            |
|                               |                                                                    |           |           |           |                                                                   |           |           |            |                                                         |            |            |

## Overleden
- De 65-jarige Boliviaanse toeschouwer Máximo Riso overleed toen hij in etappe 7, vlak bij Uyuni, werd aangereden door de Mitsubishi van de Franse Lionel Baud.
- Op 12 januari vlak bij Córdoba overleed een onbekende Argentijnse autobestuurder na een auto-ongeluk met de servicetruck van Lionel Baud. De servicetruck was onderweg naar Buenos Aires, nadat Lionel Baud was uitgevallen door het eerdere incident. De truck zou zijn omgekanteld.

## Trivia
- Voor de Japanse Yoshimasa Sugawara is het al zijn 33e deelname en zijn 34e achtereenvolgende inschrijving. Yoshimasa heeft daarmee een record voor meeste verreden edities en de meeste deelnames achter elkaar. Omdat dat de editie van 2008 werd afgelast wordt deze niet in het record bijgehouden als zijnde een deelname, maar wordt het nog steeds als 1 reeks wordt gezien. Ook finishte Yoshimasa de Dakar Rally voor de 28e keer.[124] Voor zijn zoon Teruhito Sugawara is het de 18e Dakar Rally, waarvan zijn 11e als coureur. Ook won Teruhito het klassement voor trucks met een motorinhoud tot 10 liter.
- Voor het eerst is er een aparte klasse voor elektrische auto's, de T1.E klasse. De enige deelnemer in dit klassement, Ariel Jatón, wist de finish niet te bereiken met zijn Acciona Eco Powered wagen.
- Gerard de Rooy won de Dakar exact 4 jaar na zijn 1e eindzege in 2012.
- 216 van de 354 voertuigen bereiken de finish, en dat is 61%.
- De Nederlandse inschrijvingen bestonden uit 16 motoren, 2 quads, 8 auto's en 19 trucks, 45 equipes in totaal. Hiervan bereikten 14 motoren, 4 auto's en 16 trucks, 34 equipes in totaal de finish en dat is 75,6%.
- Het is voor KTM al de 15e zege op rij als constructeur in het motorklassement.
- Het is voor Yamaha de 8e zege in het quadklassement en de 17e zege voor het merk in totaal. Het behaalde eerder al 9 zeges in het motorklassement en is daarmee de enige constructeur die in meerdere klassementen meerdere keren won.
- Het is voor Peugeot de 5e zege als constructeur in het autoklassement. Het maakte hiermee een einde aan de 4 jaar lange winstreeks van Mini.
- Het is voor Iveco de 2e zege als constructeur in het truckklassement.
- Voor Gerard de Rooy is het zijn de 2e zege in het eindklassement, voor Marcos Patronelli is het de 3e zege. Stéphane Peterhansel won zelfs al voor de 12e keer een eindklassement, waarvan de 6e keer in een auto.
- Met een leeftijd van 18 jaar en 3 maanden was Sheldon Creed de jongste deelnemer.
- Met een leeftijd van 74 jaar en 7 maanden was Yoshimasa Sugawara de oudste deelnemer.[125]
- Bij de motoren eindigden er 4 verschillende merken in de top 5: 2 KTM's, 1 Husqvarna, 1 Honda en 1 Yamaha.
- Toby Price werd de 1e Australiër die een eindklassement wist te winnen in de Dakar Rally.
- Voor Toby Price was het pas zijn 2e deelname.

## Opmerkingen
1. ↑  Marathon: Motoren met motor tot 450cc waarvan bepaalde onderdelen niet mogen worden vervangen
2. ↑  Malle-Moto: Motoren zonder enige assistentie
3. ↑  C: Trucks met een motorinhoud tot 10 liter
4. ↑  T2: Cross-Country Auto's
5. ↑  T3: Lichte Auto's rond de 1050 cm3 / UTV's
6. ↑  2RM: 2-wiel aangedreven Auto's